# Charles Aznavour/Diskografie
Diese Diskografie ist eine Übersicht über die musikalischen Werke des armenisch-französischen Chansonniers, Liedtexters, Komponisten und Filmschauspielers Charles Aznavour. Den Quellenangaben zufolge hat er bisher fast 200 Millionen Tonträger verkauft.

## Diskografie: französischsprachig

### Studioalben
| Jahr | Titel                                                         | Musiklabel       | Anmerkungen                                                                                                 |
| ---- | ------------------------------------------------------------- | ---------------- | --- |
| 1953 | Charles Aznavour chante... Charles Aznavour                   | Ducretet-Thomson | |
| 1955 | Charles Aznavour chante Charles Aznavour, vol. 2              | Ducretet-Thomson | |
| 1956 | Charles Aznavour chante Charles Aznavour, vol. 3              | Ducretet-Thomson | |
| 1957 | Bravos du music-hall à Charles Aznavour                       | Ducretet-Thomson | |
| 1958 | C’est ça                                                      | Ducretet-Thomson | |
| 1960 | Charles Aznavour (Les deux guitares)                          | Barclay          | |
| 1961 | Charles Aznavour (Je m’voyais déjà)                           | Barclay          | |
| 1961 | Charles Aznavour (Il faut savoir)                             | Barclay          | |
| 1962 | Charles Aznavour accompagné par Burt Random et Paul Mauriat   | Barclay          | |
| 1963 | Qui ?                                                         | Barclay          | |
| 1963 | La mamma                                                      | Barclay          | |
| 1964 | Charles Aznavour, volume 1                                    | Columbia         | Neue Fassungen                                                                                              |
| 1964 | Charles Aznavour, volume 2                                    | Columbia         | Neue Fassungen                                                                                              |
| 1964 | Charles Aznavour, volume 3                                    | Columbia         | Neue Fassungen                                                                                              |
| 1964 | Charles Aznavour accompagné par Paul Mauriat et son orchestre | Barclay          | |
| 1965 | Aznavour 65                                                   | Barclay          | |
| 1966 | Charles Aznavour (La bohème)                                  | Barclay          | |
| 1966 | De t’avoir aimée...                                           | Barclay          | |
| 1967 | Entre deux rêves                                              | Barclay          | |
| 1968 | J’aime Charles Aznavour, vol. 4                               | Columbia         | neue Fassungen                                                                                              |
| 1969 | Désormais...                                                  | Barclay          | |
| 1971 | Non, je n’ai rien oublié                                      | Barclay          | |
| 1972 | Idiote je t’aime...                                           | Barclay          | |
| 1973 | Charles Aznavour raconte aux enfants... Le géant égoïste      | Barclay          | |
| 1974 | Visages de l’amour                                            | Barclay          | |
| 1975 | Hier... encore                                                | Barclay          | neue Fassungen, Orchestrierung durch Del Newman                                                             |
| 1976 | Voilà que tu reviens                                          | Barclay          | |
| 1978 | Je n’ai pas vu le temps passer...                             | Barclay          | |
| 1978 | Un enfant est né...                                           | Barclay          | Weihnachtsalbum                                                                                             |
| 1980 | Autobiographie                                                | Barclay          | |
| 1982 | Je fais comme si...                                           | Barclay          | |
| 1982 | Une première danse/La légende de Stenka Razine                | Barclay          | mit Beteiligung der Compagnons de la chanson an dem Lied "La légende de Stenka Razine"                      |
| 1983 | Charles chante Aznavour et Dimey                              | Barclay          | |
| 1986 | Aznavour (Embrasse-moi)                                       | Tréma            | |
| 1987 | Aznavour (Je bois)                                            | Tréma            | |
| 1989 | L’éveil, vol. 1                                               | Tréma            | Neue Fassungen                                                                                              |
| 1989 | L’élan, vol. 2                                                | Tréma            | Neue Fassungen                                                                                              |
| 1989 | L’envol, vol. 3                                               | Tréma            | Neue Fassungen                                                                                              |
| 1991 | Aznavour 92                                                   | Tréma            | |
| 1994 | Toi et moi                                                    | Musarm           | |
| 1996 | Pierre Roche / Charles Aznavour                               | EMI              | Album enthält Auftritte mit Pierre Roche zwischen 1948 und 1950                                             |
| 1997 | Plus bleu...                                                  | EMI              | Album enthält ein virtuelles Duett mit Édith Piaf in dem Lied Plus bleu que tes yeux                        |
| 1998 | Jazznavour                                                    | EMI              | Album enthält zwei Duette mit Dianne Reeves                                                                 |
| 2000 | Aznavour 2000                                                 | EMI              | |
| 2003 | Je voyage                                                     | EMI              | Album enthält ein Duett mit Katia Aznavour in dem Lied Je voyage                                            |
| 2005 | Insolitement vôtre                                            | EMI              | Album enthält einige Duette und Gemeinschaftswerke                                                          |
| 2007 | Colore ma vie                                                 | EMI              | |
| 2008 | Duos                                                          | EMI              | Doppelalbum mit Duetten mit Elton John, Julio Iglesias, Nana Mouskouri, Sting, Céline Dion, Johnny Hallyday |
| 2009 | Charles Aznavour and The Clayton Hamilton Jazz Orchestra      | EMI              | Album enthält zwei neue Chansons und drei Duette mit Rachelle Ferrell und Diane Reeves                      |
| 2011 | Toujours                                                      | EMI              | Album enthält ein Duett mit Thomas Dutronc in dem Lied Elle; Arrangements einiger Titel durch Eumir Deodato |
| 2015 | Encores                                                       | Barclay          | Album enthält ein Duett mit Benjamin Clementine in dem Lied You’ve got to learn (Il faut savoir)            |

### Kompilationen
| Jahr | Titel                                                                                  | Musiklabel                     | Anmerkungen |
| ---- | -------------------------------------------------------------------------------------- | ------------------------------ | --- |
| 1957 | 8 chansons de Charles Aznavour                                                         | Ducretet-Thomson               | 17 cm |
| 1960 | Les meilleures chansons de Charles Aznavour                                            | Ducretet-Thomson               | |
| 1966 | Charles Aznavour chante en multiphonie stéréo, album (n° 1)                            | Barclay                        | Album enthält zwei alternative Versionen |
| 1966 | Charles Aznavour chante en multiphonie stéréo, album (n° 2)                            | Barclay                        | Album enthält zwei alternative Versionen |
| 1966 | Aznavour – La mamma                                                                    | Barclay                        | |
| 1966 | Aznavour – Il faut savoir                                                              | Barclay                        | |
| 1966 | Vedettes                                                                               | Barclay                        | |
| 1967 | Charles Aznavour chante en multiphonie stéréo, album (n° 3)                            | Barclay                        | Album enthält eine alternative Version |
| 1967 | Il faut savoir                                                                         | Barclay                        | |
| 1967 | Charles Aznavour                                                                       | Barclay                        | Kasten, 3 Platten |
| 1968 | Les prénoms                                                                            | Barclay                        | Album enthält eine alternative Version |
| 1970 | Charles Aznavour chante ses vingt ans                                                  | Columbia                       | |
| 1970 | Des vedettes aux idoles – 3                                                            | Ducretet-Thomson               | |
| 1971 | Premiers succès                                                                        | EMI                            | |
| 1971 | (n° 2)                                                                                 | EMI                            | |
| 1972 | Disque d’or                                                                            | Ducretet-Thomson               | |
| 1972 | Douze succès d’Aznavour                                                                | Barclay                        | Album enthält eine Neuaufnahme und drei alternative Versionen |
| 1973 | Je m’voyais déjà                                                                       | Columbia                       | |
| 1974 | Premiers succès                                                                        | MFP/EMI                        | |
| 1974 | Les grands succès                                                                      | Barclay                        | |
| 1974 | Je t’aime comme ça                                                                     | EMI/Pathé Marconi              | |
| 1975 | Charles Aznavour                                                                       | Ducretet-Thomson               | 2 Platten |
| 1976 | Je m’voyais déjà, vol. 1                                                               | Barclay                        | |
| 1976 | La mamma, vol. 2                                                                       | Barclay                        | |
| 1976 | Il faut savoir, vol. 3                                                                 | Barclay                        | |
| 1976 | Qui, vol. 4                                                                            | Barclay                        | |
| 1976 | Le temps, vol. 5                                                                       | Barclay                        | |
| 1976 | Reste, vol. 6                                                                          | Barclay                        | |
| 1976 | La bohème, vol. 7                                                                      | Barclay                        | |
| 1976 | Emmenez-moi, vol. 8                                                                    | Barclay                        | |
| 1976 | Désormais, vol. 9                                                                      | Barclay                        | |
| 1976 | Non, je n’ai rien oublié, vol. 10                                                      | Barclay                        | |
| 1976 | Comme ils disent, vol. 11                                                              | Barclay                        | |
| 1976 | Visages de l’amour, vol. 12                                                            | Barclay                        | |
| 1977 | Sur ma vie                                                                             | Pathé Marconi                  | Kasten, 3 Platten (36 Titel von 1951 bis 1960) |
| 1977 | Charles Aznavour                                                                       | MFP                            | |
| 1978 | Paris au mois d’août                                                                   | Barclay                        | |
| 1978 | Aznavour formidable                                                                    | Barclay                        | |
| 1978 | Le disque d’or, vol. 1                                                                 | Barclay                        | |
| 1979 | Le disque d’or, vol. 2                                                                 | Barclay                        | |
| 1979 | Collection « Espaces »                                                                 | Thomson-Ducretet               | |
| 1979 | Je ne peux pas rentrer chez moi – Sur ma vie – C’est merveilleux l’amour               | EMI                            | Kasten, 3 Platten |
| 1980 | Disque d’or                                                                            | Thomson-Ducretet               | Kollektion « Disque d’or 30 carats » |
| 1980 | Charles Aznavour                                                                       | Thomson-Ducretet               | |
| 1980 | Enregistrements originaux                                                              | EMI MFP-Music Melody           | 2 Platten |
| 1983 | Amour... Toujours...                                                                   | Barclay                        | Album enthält zwei Neuaufnahmen und eine alternative Version |
| 1984 | Enregistrements originaux                                                              | EMI                            | |
| 1985 | La mamma                                                                               | Tréma                          | Album enthält drei alternative Versionen und einige Stereoaufnahmen                                                                                                 |
| 1985 | Il faut savoir                                                                         | Tréma                          | Album enthält drei alternative Versionen und einige Stereoaufnahmen                                                                                                 |
| 1986 | La bohème                                                                              | Tréma                          | Album enthält einige Stereoversionen |
| 1986 | Tu t’laisses aller                                                                     | Tréma                          | Album enthält drei alternative Versionen und einige Stereoaufnahmen                                                                                                 |
| 1986 | Les petits matins                                                                      | Tréma                          | Album enthält eine alternative Version und einige Stereoaufnahmen                                                                                                   |
| 1986 | Le temps des loups                                                                     | Tréma                          | Album enthält einige Stereoaufnahmen |
| 1987 | 20 chansons d’or                                                                       | Tréma                          | |
| 1987 | Les grandes chansons (volume 1)                                                        | Musarm                         | |
| 1987 | Les grandes chansons (volume 2)                                                        | Musarm                         | |
| 1987 | Palais des congrès 1987 (extraits)                                                     | Musarm                         | |
| 1989 | Sur ma vie                                                                             | EMI/Thomson-Ducretet           | 2 CDs |
| 1990 | Préférences                                                                            | EMI                            | |
| 1991 | Disque d’or                                                                            | EMI                            | |
| 1992 | 108 grands succès                                                                      | Musarm                         | 6 CDs |
| 1992 | Coffret EMI                                                                            | EMI                            | |
| 1992 | Jézébel                                                                                | EMI                            | |
| 1992 | Sur ma vie                                                                             | EMI                            | |
| 1992 | Pour faire une jam                                                                     | EMI                            | |
| 1992 | Liberté                                                                                | EMI                            | |
| 1992 | J’aime Paris au mois de mai                                                            | EMI                            | |
| 1994 | 40 chansons d’or                                                                       | EMI                            | kombiniert Versionen von Barclay und Tréma |
| 1996 | L’Authentique – Colonne Morris                                                         | EMI                            | 30 CDs |
| 1996 | 40 chansons d’or                                                                       | EMI                            | neue Ausgabe mit Columbia-Versionen und einer anderen Auswahl |
| 1996 | Charles Aznavour chante Noël                                                           | EMI                            | Weihnachtskompilation |
| 1998 | Mes amours                                                                             | EMI                            | |
| 1998 | Aznavour live à l’Olympia                                                              | EMI                            | Kasten mit 6 CDs in Vinyl; Neubearbeitet 2003 für den Internetdownload, EMI                                                                                         |
| 1998 | L’Authentique                                                                          | EMI                            | Neue Präsentation der 30 CDs |
| 2000 | L’Essentiel                                                                            | EMI                            | |
| 2001 | D’un siècle à l’autre                                                                  | EMI                            | Longbox mit 3 CDs |
| 2004 | Aznavour – Indispensables                                                              | EMI                            | 4 CDs + DVD |
| 2004 | Charles Aznavour – Platinum Collection                                                 | EMI                            | 3 CDs |
| 2004 | Intégrale Charles Aznavour – Arc de triomphe                                           | EMI                            | 52 CDs |
| 2004 | Jezebel                                                                                | EMI                            | |
| 2006 | Hier encore: Best of studio et live à l’Olympia                                        | EMI                            | 2 CDs |
| 2013 | Les 50 + Belles Chansons                                                               | Barclay                        | 3 CDs |
| 2013 | Les 100 + Belles Chansons                                                              | Barclay                        | 5 CDs |
| 2014 | 90e anniversaire: Best of Charles Aznavour                                             | Barclay                        | 4 CDs |
| 2014 | Discographie Studio Originale, Vol. 1: 1948–49                                         | Barclay                        | Neue Hi-Fi-Aufnahmen |
| 2014 | Discographie Studio Originale, Vol. 2: 1951–54                                         | Barclay                        | |
| 2014 | Discographie Studio Originale, Vol. 3: 1954–56                                         | Barclay                        | |
| 2014 | Discographie Studio Originale, Vol. 4: 1956–57                                         | Barclay                        | |
| 2014 | Discographie Studio Originale, Vol. 5: 1958–60                                         | Barclay                        | |
| 2014 | Discographie Studio Originale, Vol. 6: 1960–61                                         | Barclay                        | |
| 2014 | Discographie Studio Originale, Vol. 7: 1962–63                                         | Barclay                        | |
| 2014 | Discographie Studio Originale, Vol. 8: 1963–64                                         | Barclay                        | |
| 2014 | Discographie Studio Originale, Vol. 9: 1964                                            | Barclay                        | |
| 2014 | Discographie Studio Originale, Vol. 10: 1964 & 1968                                    | Barclay                        | |
| 2014 | Discographie Studio Originale, Vol. 11: 1965–66                                        | Barclay                        | |
| 2014 | Discographie Studio Originale, Vol. 12: 1966–67                                        | Barclay                        | |
| 2014 | Discographie Studio Originale, Vol. 13: 1968–70                                        | Barclay                        | |
| 2014 | Discographie Studio Originale, Vol. 14: 1971–73                                        | Barclay                        | |
| 2014 | Discographie Studio Originale, Vol. 15: 1974/76                                        | Barclay                        | |
| 2014 | Discographie Studio Originale, Vol. 16: 1975                                           | Barclay                        | |
| 2014 | Discographie Studio Originale, Vol. 17: 1978–79                                        | Barclay                        | |
| 2014 | Discographie Studio Originale, Vol. 18: 1980–82                                        | Barclay                        | |
| 2014 | Discographie Studio Originale, Vol. 19: 1982–83                                        | Barclay                        | |
| 2014 | Discographie Studio Originale, Vol. 20: 1986–87                                        | Barclay                        | |
| 2014 | Discographie Studio Originale, Vol. 21: 1989                                           | Barclay                        | Neuaufnahmen |
| 2014 | Discographie Studio Originale, Vol. 22: 1989                                           | Barclay                        | Neuaufnahmen |
| 2014 | Discographie Studio Originale, Vol. 23: 1991                                           | Barclay                        | |
| 2014 | Discographie Studio Originale, Vol. 24: 1994                                           | Barclay                        | |
| 2014 | Discographie Studio Originale, Vol. 25: 1997                                           | Barclay                        | |
| 2014 | Discographie Studio Originale, Vol. 26: 1998                                           | Barclay                        | |
| 2014 | Discographie Studio Originale, Vol. 27: 2000                                           | Barclay                        | |
| 2014 | Discographie Studio Originale, Vol. 28: 2003                                           | Barclay                        | |
| 2014 | Discographie Studio Originale, Vol. 29: 2005                                           | Barclay                        | |
| 2014 | Discographie Studio Originale, Vol. 30: 2007                                           | Barclay                        | |
| 2014 | Discographie Studio Originale, Vol. 31: 2009                                           | Barclay                        | |
| 2014 | Discographie Studio Originale, Vol. 32: 2011                                           | Barclay                        | |
| 2014 | Aznavour – Anthologie                                                                  | Barclay                        | 60 CDs, 760 Titel von analogen Masteraufnahmen tauchten wieder auf, mehrere Lieder aus der Zeit zwischen 1964 und 1965 werden erstmals in Stereo auf CD präsentiert |
| 2015 | Hit Box: Charles Aznavour                                                              | Barclay                        | |
| 2015 | La collection officielle Charles Aznavour – Une vie en chansons – 50 albums de légende | Polygram Collections/Barclay   | Sammlung von 50 CDs (verkauft in Kiosken und per Versand) mit unbearbeiteten Librettos und seltenen Liedern, 2014 erschienen                                        |
| 2015 | Rarities                                                                               | Barclay                        | Kompilation unbearbeiteter und seltener Versionen aus der Anthologie 2014 und zwei seltenen Versionen von 1983                                                      |
| 2016 | Best of Charles Aznavour (1948–1962)                                                   | Barclay                        | |
| 2017 | Charles Aznavour – Collected                                                           | 3 CD, Universal Music/Pays-Bas | neubearbeitet 2017, 3 Vinylplatten der Farbe "French Flag", Music on Vinyl/Europe                                                                                   |
| 2022 | Ses plus belles chansons                                                               | Universal Music France         | nur auf Vinyl veröffentlicht |
| 2024 | 100 ans, 100 chansons                                                                  | Universal Music France/Barclay | 5-CD-Boxset |

### EPs
| Jahr | Titel | Musiklabel             | Anmerkungen                                                                                       |
| ---- | --- | ---------------------- | ------------------------------------------------------------------------------------------------- |
| 1954 | Charles Aznavour – 1 Moi j’fais mon rond – Viens au creux de mon épaule – Parce que – Ah! | Ducretet-Thomson       |                                                                                                   |
| 1955 | Charles Aznavour – 2 Je t’aime comme ça – À t’regarder – Ça – Toi | Ducretet-Thomson       |                                                                                                   |
| 1955 | Charles Aznavour – 3 Terre nouvelle – Le palais de nos chimères – Sur ma vie – Après l’amour | Ducretet-Thomson       |                                                                                                   |
| 1956 | Charles Aznavour – 4 Le chemin de l’éternité – Je cherche mon amour – Prends garde – Une enfant | Ducretet-Thomson       |                                                                                                   |
| 1956 | Charles Aznavour – 5 On ne sait jamais – J’entends ta voix – Vivre avec toi – J’aime Paris au mois de mai | Ducretet-Thomson       |                                                                                                   |
| 1956 | Interdit aux moins de 16 ans Après l’amour – Je veux te dire adieu – Prends garde – L’amour à fleur de cœur | Ducretet-Thomson       |                                                                                                   |
| 1956 | Charles Aznavour se souvient... de Roche et Aznavour J’ai bu – Tant de monnaie – Le feutre taupé – Il pleut | Ducretet-Thomson       |                                                                                                   |
| 1956 | Édition spéciale Merci mon Dieu – L’amour a fait de moi – Sa jeunesse – Sur la table | Ducretet-Thomson       |                                                                                                   |
| 1956 | Charles Aznavour bavarde avec ses fans | Pathé Marconi Pyral    | mit Jean Nohain, 20 cm                                                                            |
| 1957 | Ay! Mourir pour toi – Perdu – Pour faire une jam – Il y avait trois jeunes garçons | Ducretet-Thomson       |                                                                                                   |
| 1957 | Charles dans la ville La ville – Si je n’avais plus – C’est merveilleux l’amour | Ducretet-Thomson       |                                                                                                   |
| 1958 | À toi mon amour Quand tu viens chez moi, mon cœur – Mon amour – Ton beau visage – Je hais les dimanches | Ducretet-Thomson       |                                                                                                   |
| 1958 | Mon cœur à nu Je te donnerai – Ce sacré piano – Je ne peux pas rentrer chez moi – C’est ça | Ducretet-Thomson       |                                                                                                   |
| 1958 | Spécial 59 De ville en ville – Ma main a besoin de ta main – À tout jamais – Donne donne-moi | Ducretet-Thomson       |                                                                                                   |
| 1959 | Pourquoi viens-tu si tard? Pourquoi viens-tu si tard (par Charles Aznavour)– Tu étais trop jolie (instrumental) – Francesca (instrumental) – Je m’voyais déjà (instrumental) – Pourquoi viens-tu si tard? (par Virginie Reno) – Pourquoi viens-tu si tard? (instrumental) | Ducretet-Thomson       | B.O.F., Musik von Charles Aznavour, 2014 neubearbeitet für den Internetdownload, BNF Collection   |
| 1959 | Le cercle vicieux J’ai besoin de ton amour (instrumental) – Frieda (instrumental) – Attention Monsieur Dubois (instrumental) – Nadia (instrumental) | Pathé                  | B.O.F., Musik von Charles Aznavour                                                                |
| 1959 | J’en déduis que je t’aime – Mon amour protège-moi – Gosse de Paris – Tant que l’on s’aimera | Ducretet-Thomson       |                                                                                                   |
| 1959 | La nuit des traqués Mon amour, protège-moi* | Ducretet-Thomson       | B.O.F., * von C. Aznavour                                                                         |
| 1960 | Quand tu vas revenir – Dis-moi – Tu étais trop jolie – Liberté | Ducretet-Thomson       |                                                                                                   |
| 1960 | Tu t’laisses aller – J’ai perdu la tête – Plus heureux que moi – La nuit | Barclay                |                                                                                                   |
| 1960 | Les deux guitares – Ce jour tant attendu – Rendez-vous à Brasilia – Fraternité | Barclay                |                                                                                                   |
| 1960 | L’amour et la guerre – Prends le chorus – L’enfant prodigue – Monsieur est mort | Barclay                |                                                                                                   |
| 1961 | Je m’voyais déjà – Quand tu m’embrasses – Comme des étrangers – Tu vis ta vie mon cœur | Barclay                |                                                                                                   |
| 1961 | Il faut savoir – Avec ces yeux-là !… – Le carillonneur – La marche des anges · Thème du film “ Un Taxi pour Tobrouk ” | Barclay                |                                                                                                   |
| 1961 | J’ai tort – Voilà que ça recommence – Esperanza – Lucie | Barclay                |                                                                                                   |
| 1961 | Noël des mages* – Douce nuit – Noël-Carillon – Dors, ma colombe (mit Sängern von Saint-Eustache) | Barclay                | (* von C. Aznavour)                                                                               |
| 1962 | Alléluia – Les petits matins – L’amour c’est comme un jour – Trousse-Chemise | Barclay                |                                                                                                   |
| 1962 | Les comédiens – Au rythme de mon cœur – Tu n’as plus – Notre amour nous ressemble | Barclay                |                                                                                                   |
| 1963 | Je t’attends – Dors – Les deux pigeons – Ô! toi la vie | Barclay                |                                                                                                   |
| 1963 | Rentre chez toi et pleure – L’amour à fleur de cœur – Sa jeunesse... entre ses mains [2. Version] – Jézébel | Columbia/Pathé-Marconi | Neue Versionen                                                                                    |
| 1963 | For me... formidable – Tu exagères – Bon anniversaire – Il viendra ce jour | Barclay                |                                                                                                   |
| 1963 | Trop tard – Au clair de mon âme – Donne tes seize ans – Qui? | Barclay                |                                                                                                   |
| 1963 | Sylvie – Les aventuriers – La mamma – Ne dis rien | Barclay                |                                                                                                   |
| 1963 | Et pourtant – Le temps des caresses – Si tu m’emportes – Tu veux | Barclay                |                                                                                                   |
| 1964 | J’aime Paris au mois de mai – Après l’amour – Parce que – Ce sacré piano | Columbia/Pathé-Marconi | Neue Versionen                                                                                    |
| 1964 | Que c’est triste Venise – Hier encore – À ma fille – Quand j’en aurai assez | Barclay                |                                                                                                   |
| 1964 | Le temps – Tu t’amuses – Avec – Il te suffisait que je t’aime | Barclay                |                                                                                                   |
| 1964 | Week-end à Zuydcoote Le monde est sous nos pas* | Barclay                | B.O.F., * von C. Aznavour, Musik von Maurice Jarre                                                |
| 1965 | Le toréador – Que Dieu me garde – Reste – Les filles d’aujourd’hui | Barclay                |                                                                                                   |
| 1965 | Le monde est sous nos pas – Isabelle – Je te réchaufferai – C’est fini | Barclay                |                                                                                                   |
| 1965 | Monsieur Carnaval La bohème – Aime-moi – Quelque chose ou quelqu’un – Ça vient quand on y pense | Barclay                |                                                                                                   |
| 1965 | La Bohème – Plus Rien – Et je vais | Barclay                |                                                                                                   |
| 1965 | Charles Aznavour vous parle du Palais d’hiver | J.B.P.                 | Interview mit Charles Aznavour von Jean Serge                                                     |
| 1965 | Le crocodile majuscule | Barclay                | Originalband des Films, nach einer Erzählung von Marielle Sohier, gesprochen von Charles Aznavour |
| 1966 | Charles Aznavour chante Paris au mois d’août Paris au mois d’août – Sur le chemin du retour – Il fallait bien – Parce que tu crois | Barclay                |                                                                                                   |
| 1966 | Je l’aimerai toujours – Plus rien – t moi dans mon coin – Je reviendrai de loin | Barclay                |                                                                                                   |
| 1966 | Les enfants de la guerre – Pour essayer de faire une chanson – Ma mie – De t’avoir aimée | Barclay                |                                                                                                   |
| 1966 | Tu ne tueras point L’amour et la guerre (1. Teil) – L’amour et la guerre (2. Teil) – L’amour et la guerre (3. Teil) – L’amour et la guerre (instrumental) | Barclay                | B.O.F.                                                                                            |
| 1966 | Le comité français pour la campagne mondiale contre la faim Noël des mages (mit Sängern von Saint-Eustache) | Barclay                | Kompilation                                                                                       |
| 1967 | Il te faudra bien revenir – Entre nous – Je reviens Fanny – Les bons moments | Barclay                |                                                                                                   |
| 1967 | Yerushalaïm – Un jour – Éteins la lumière – Tu étais toi | Barclay                |                                                                                                   |
| 1968 | Caroline – J’aimerai – Emmenez-moi – Au voleur! | Barclay                |                                                                                                   |
| 1968 | Le cabotin – Comme une maladie – Tout s’en va | Barclay                |                                                                                                   |
| 1969 | La lumière – Désormais – Je n’oublierai jamais – L’amour | Barclay                |                                                                                                   |
| 1969 | Si j’avais un piano – Ma main a besoin de ta main – Le palais de nos chimères – Je te donnerai | Columbia/Pathé-Marconi | neue Versionen                                                                                    |
| 1969 | Quand et puis pourquoi – S’il y avait une autre toi – Marie l’orpheline – Comme l’eau, le feu, le vent | Barclay                |                                                                                                   |
| 1969 | Non identifié – Les faux – Alors je dérive – Y’a vraiment pas de quoi (en faire une chanson) | Barclay                |                                                                                                   |
| 1970 | Les jours heureux – Le temps des loups – Avec toi | Barclay                |                                                                                                   |

### Singles
| Jahr | Titel                                                                                         | Musiklabel              | Anmerkungen                                                                                  |
| ---- | --------------------------------------------------------------------------------------------- | ----------------------- | -------------------------------------------------------------------------------------------- |
| 1948 | Voyez, c’est le printemps – J’ai bu                                                           | Polydor                 | Roche und Aznavour                                                                           |
| 1948 | Départ-express – Le feutre taupé                                                              | Polydor                 | Roche und Aznavour                                                                           |
| 1948 | Tant de monnaie – Je n’ai qu’un sou                                                           | Polydor                 | Roche und Aznavour                                                                           |
| 1948 | Je suis amoureux – Boule de gomme                                                             | Polydor                 | Roche und Aznavour                                                                           |
| 1949 | Les cris de ma ville – Retour                                                                 | London/Canada           | Roche und Aznavour; neubearbeitet 1950, Polydor                                              |
| 1949 | En revenant de Québec – Il pleut                                                              | London/Canada           | Roche und Aznavour; neubearbeitet 1950, Polydor                                              |
| 1952 | Jézébel – Poker                                                                               | Ducretet-Thomson Selmer |                                                                                              |
| 1952 | Plus bleu que tes yeux – Oublie Loulou                                                        | Ducretet-Thomson Selmer |                                                                                              |
| 1952 | Quand elle chante – Si j’avais un piano                                                       | Ducretet-Thomson Selmer |                                                                                              |
| 1953 | Mé-ké – Viens                                                                                 | Ducretet-Thomson Selmer |                                                                                              |
| 1953 | Et bâiller et dormir – Intoxiqué                                                              | Ducretet-Thomson Selmer |                                                                                              |
| 1953 | À propos de pommier – Couchés dans le foin                                                    | Ducretet-Thomson Selmer |                                                                                              |
| 1954 | Heureux avec des riens – Quelque part dans la nuit                                            | Ducretet-Thomson        |                                                                                              |
| 1954 | Monsieur Jonas – Les chercheurs d’or                                                          | Ducretet-Thomson        |                                                                                              |
| 1954 | Monsieur Jonas – Ah!                                                                          | Ducretet-Thomson        | neubearbeitet mit anderer Seite B                                                            |
| 1954 | Moi j’fais mon rond – Parce que                                                               | Ducretet-Thomson        |                                                                                              |
| 1954 | Les chercheurs d’or – L’émigrant                                                              | Ducretet-Thomson        |                                                                                              |
| 1954 | Je veux te dire adieu – Viens aux creux de mon épaule                                         | Ducretet-Thomson        |                                                                                              |
| 1954 | Je t’aime comme ça – À t’regarder                                                             | Ducretet-Thomson        |                                                                                              |
| 1954 | La bagare!... – Je voudrais                                                                   | Ducretet-Thomson        |                                                                                              |
| 1954 | Poker – Monsieur Jonas                                                                        | Ducretet-Thomson        |                                                                                              |
| 1955 | Sur ma vie – Le palais de nos chimères                                                        | Ducretet-Thomson        |                                                                                              |
| 1955 | Je t’aime comme ça (extrait) – À t’regarder (extrait) – Toi (extrait)                         | Ducretet-Thomson        | 15 cm (Promo)                                                                                |
| 1955 | Prends garde – Je cherche mon amour                                                           | Ducretet-Thomson        |                                                                                              |
| 1955 | Je t’aime comme ça – À t’regarder                                                             | Ducretet-Thomson        |                                                                                              |
| 1955 | Toi – Ça                                                                                      | Ducretet-Thomson        |                                                                                              |
| 1955 | La bagarre – Je voudrais                                                                      | Ducretet-Thomson        |                                                                                              |
| 1955 | Viens au creux de mon épaule – Parce que                                                      | Ducretet-Thomson        |                                                                                              |
| 1955 | Terre nouvelle – Le palais de nos chimères                                                    | Ducretet-Thomson        |                                                                                              |
| 1955 | Après l’amour – Sur ma vie                                                                    | Ducretet-Thomson        |                                                                                              |
| 1955 | Rentre chez toi et pleure – Je cherche mon amour                                              | Ducretet-Thomson        |                                                                                              |
| 1955 | Le chemin de l’éternité – Je cherche mon amour                                                | Ducretet-Thomson        |                                                                                              |
| 1955 | Prends garde – Une enfant                                                                     | Ducretet-Thomson        |                                                                                              |
| 1956 | Sa jeunesse… entre ses mains – L’amour a fait de moi                                          | Ducretet-Thomson        |                                                                                              |
| 1956 | On ne sait jamais – J’entends ta voix                                                         | Ducretet-Thomson        |                                                                                              |
| 1956 | Vivre avec toi – J’aime Paris au mois de mai                                                  | Ducretet-Thomson        |                                                                                              |
| 1957 | Merci mon cœur – L’amour à fleur de cœur                                                      | Ducretet-Thomson        |                                                                                              |
| 1957 | Charles Aznavour chante pour vous Ay! Mourir pour toi – Pour faire une jam                    | Ducretet-Thomson        |                                                                                              |
| 1957 | Sur la table – Bal du faubourg                                                                | Ducretet-Thomson        |                                                                                              |
| 1957 | À t’regarder – Bal du faubourg                                                                | Ducretet-Thomson        |                                                                                              |
| 1958 | Si je n’avais plus – C’est merveilleux l’amour                                                | Ducretet-Thomson        |                                                                                              |
| 1958 | La ville – Ton beau visage                                                                    | Ducretet-Thomson        |                                                                                              |
| 1958 | Ce sacré piano – Je te donnerai                                                               | Ducretet-Thomson        |                                                                                              |
| 1958 | Je ne peux pas rentrer chez moi – C’est ça                                                    | Ducretet-Thomson        |                                                                                              |
| 1958 | De ville en ville – Donne, donne-moi mon cœur                                                 | Ducretet-Thomson        |                                                                                              |
| 1958 | Ma main a besoin de ta main – À tout jamais                                                   | Ducretet-Thomson        |                                                                                              |
| 1959 | Couchés dans le foin – Je hais les dimanches                                                  | Ducretet-Thomson        |                                                                                              |
| 1959 | Mon amour protège-moi – Pourquoi viens-tu si tard?                                            | Ducretet-Thomson        |                                                                                              |
| 1959 | Quand tu viens chez moi mon cœur – Il y avait trois jeunes garçons                            | Ducretet-Thomson        |                                                                                              |
| 1959 | Mon amour protège-moi – J’en déduis que je t’aime                                             | Ducretet-Thomson        |                                                                                              |
| 1959 | Délit de fuite Tant que l’on s’aimera – Gosse de Paris                                        | Ducretet-Thomson        |                                                                                              |
| 1960 | Dis-moi – Tu étais trop jolie                                                                 | Ducretet-Thomson        |                                                                                              |
| 1960 | Liberté – Quand tu vas revenir                                                                | Ducretet-Thomson        |                                                                                              |
| 1960 | Tu t’laisses aller – J’ai perdu la tête                                                       | Barclay                 | Jukebox/Promo                                                                                |
| 1960 | Les deux guitares – Ce jour tant attendu                                                      | Barclay                 | Jukebox/Promo                                                                                |
| 1960 | Rendez-vous à Brasilia – Plus heureux que moi                                                 | Barclay                 | Jukebox/Promo                                                                                |
| 1960 | J’ai des milliers de rien du tout – Ce n’est pas nécessairement ça                            | Barclay                 | Jukebox/Promo                                                                                |
| 1960 | L’amour et la guerre – L’enfant prodigue                                                      | Barclay                 | Jukebox/Promo                                                                                |
| 1960 | Première de Charles Aznavour à l’Alhambra Je m’voyais déjà – L’enfant prodigue (instrumental) | Barclay                 | Sonderauflage 12. Dezember 1960                                                              |
| 1961 | Je m’voyais déjà – Quand tu m’embrasses                                                       | Barclay                 | Jukebox/Promo                                                                                |
| 1961 | Comme des étrangers – Tu vis ta vie mon cœur                                                  | Barclay                 | Jukebox/Promo                                                                                |
| 1961 | La marche des anges – Il faut savoir                                                          | Barclay                 | Jukebox/Promo                                                                                |
| 1961 | Le carillonneur – Avec ces yeux-là                                                            | Barclay                 | Jukebox/Promo                                                                                |
| 1961 | Monsieur est mort – Prends le chorus                                                          | Barclay                 | Jukebox/Promo                                                                                |
| 1961 | J’ai tort – Lucie                                                                             | Barclay                 | Jukebox/Promo                                                                                |
| 1961 | Voilà que ça recommence – Ne crois surtout pas                                                | Barclay                 | Jukebox/Promo                                                                                |
| 1961 | Noël des mages* (mit Sängern von Saint-Eustache)                                              | Sonorama                | Jukebox/Promo                                                                                |
| 1962 | Esperanza – Au rythme de mon cœur                                                             | Barclay                 | Jukebox/Promo                                                                                |
| 1962 | Alléluia – Trousse-Chemise                                                                    | Barclay                 | Jukebox/Promo                                                                                |
| 1962 | Les petits matins – L’amour c’est comme un jour                                               | Barclay                 | Jukebox/Promo                                                                                |
| 1962 | Tu n’as plus – Les comédiens                                                                  | Barclay                 | Jukebox/Promo                                                                                |
| 1963 | Jézébel – L’amour à fleur de cœur                                                             | Columbia/Pathé-Marconi  | neue Versionen                                                                               |
| 1963 | Rentre chez toi et pleure – Sa jeunesse... entre ses mains                                    | Columbia/Pathé-Marconi  | neue Versionen                                                                               |
| 1963 | Trop tard – Les deux pigeons                                                                  | Barclay                 | Jukebox/Promo                                                                                |
| 1963 | Donne tes seize ans – For me... formidable                                                    | Barclay                 | Jukebox/Promo                                                                                |
| 1963 | Qui – Je t’attends                                                                            | Barclay                 | Jukebox/Promo                                                                                |
| 1963 | Tu exagères – Au clair de mon âme                                                             | Barclay                 | Jukebox/Promo                                                                                |
| 1963 | Bon anniversaire – Il viendra ce jour                                                         | Barclay                 | Jukebox/Promo                                                                                |
| 1963 | Sylvie – Les aventuriers                                                                      | Barclay                 | Jukebox/Promo                                                                                |
| 1963 | La mamma – Ne dis rien                                                                        | Barclay                 | Jukebox/Promo                                                                                |
| 1963 | Et pourtant – Tu veux                                                                         | Barclay                 | Jukebox/Promo                                                                                |
| 1963 | Le temps des caresses – Si tu m’emportes                                                      | Barclay                 | Jukebox/Promo                                                                                |
| 1964 | J’en déduis que je t’aime – J’aime Paris au mois de mai                                       | Columbia/Pathé-Marconi  | Neue Versionen                                                                               |
| 1964 | On ne sait jamais – Ce sacré piano                                                            | Columbia/Pathé-Marconi  | Neue Versionen                                                                               |
| 1964 | Que c’est triste Venise – Hier encore                                                         | Barclay                 | Jukebox/Promo                                                                                |
| 1964 | À ma fille – Quand j’en aurai assez                                                           | Barclay                 | Jukebox/Promo                                                                                |
| 1964 | Le temps – Tu t’amuses                                                                        | Barclay                 | Jukebox/Promo                                                                                |
| 1964 | Il te suffisait que je t’aime – Avec                                                          | Barclay                 | Jukebox/Promo                                                                                |
| 1965 | Le monde est sous nos pas* – Je te réchaufferai                                               | Barclay                 | Jukebox/Promo, * aus dem Film « Week-end à Zuydcoote »                                       |
| 1965 | Le toréador – C’est fini                                                                      | Barclay                 | Jukebox/Promo                                                                                |
| 1965 | Les filles d’aujourd’hui – Reste                                                              | Barclay                 | Jukebox/Promo                                                                                |
| 1965 | Isabelle – Que Dieu me garde                                                                  | Barclay                 | Jukebox/Promo                                                                                |
| 1965 | La Bohème                                                                                     | Barclay                 | Promo                                                                                        |
| 1966 | La Bohème – Quelque chose ou quelqu’un                                                        | Barclay                 | Jukebox/Promo                                                                                |
| 1966 | La Bohème – Plus rien                                                                         | Barclay                 | Jukebox/Promo                                                                                |
| 1966 | Il fallait bien – Paris au mois d’août                                                        | Barclay                 | Jukebox/Promo                                                                                |
| 1966 | Aime-moi – Sarah                                                                              | Barclay                 | Jukebox/Promo                                                                                |
| 1966 | Et moi dans mon coin – Plus rien                                                              | Barclay                 | Jukebox/Promo                                                                                |
| 1966 | Je l’aimerai toujours – Je reviens de loin                                                    | Barclay                 | Jukebox/Promo                                                                                |
| 1966 | Les enfants de la guerre – Pour essayer de faire une chanson                                  | Barclay                 | Jukebox/Promo                                                                                |
| 1966 | Ma mie – De t’avoir aimée                                                                     | Barclay                 | Jukebox/Promo                                                                                |
| 1966 | Venezia (par Ricardo) – Quelques mots de Charles Aznavour                                     | Riviera                 |                                                                                              |
| 1967 | Les bons moments – Je l’aimerai toujours                                                      | Barclay                 | Jukebox/Promo                                                                                |
| 1967 | Il te faudra bien revenir – Je reviens Fanny                                                  | Barclay                 | Jukebox/Promo                                                                                |
| 1967 | Yerushalaïm – Éteins la lumière                                                               | Barclay                 | Jukebox/Promo                                                                                |
| 1968 | Emmenez-moi – Emmenez-moi                                                                     | Barclay                 | Promo                                                                                        |
| 1968 | Emmenez-moi – Caroline                                                                        | Barclay                 | Jukebox/Promo                                                                                |
| 1968 | Le cabotin – Comme une maladie                                                                | Barclay                 | Jukebox/Promo                                                                                |
| 1968 | Au nom de la jeunesse – On a toujours le temps                                                | Barclay                 | Jukebox/Promo                                                                                |
| 1969 | La lumière – Désormais                                                                        | Barclay                 |                                                                                              |
| 1969 | Quand et puis pourquoi – Marie l’orpheline                                                    | Barclay                 | Promo « Le Discotruc parade »                                                                |
| 1970 | Le temps des loups – Avec toi                                                                 | Barclay                 |                                                                                              |
| 1971 | À t’regarder – Je t’aime comme ça                                                             | Columbia                | Promo, Versionen von 1964                                                                    |
| 1971 | Non, je n’ai rien oublié – Mourir d’aimer                                                     | Barclay                 |                                                                                              |
| 1971 | Mourir d’aimer – Mourir d’aimer                                                               | Barclay                 | Promo                                                                                        |
| 1972 | Le temps des loups                                                                            | Barclay                 | Promo                                                                                        |
| 1972 | Isabelle – L’amour c’est comme un jour                                                        | Barclay                 | Neuauflage, Aufnahme schon vorher erschienen                                                 |
| 1972 | Me voilà seul – Les plaisirs démodés                                                          | Barclay                 |                                                                                              |
| 1972 | Comme ils disent – Idiote je t’aime                                                           | Barclay                 |                                                                                              |
| 1972 | Comme ils disent – On se réveillera                                                           | Barclay                 |                                                                                              |
| 1973 | Les deux guitares – Tu t’laisses aller                                                        | Barclay                 | Neuauflage, Aufnahme schon vorher erschienen                                                 |
| 1973 | Je m’voyais déjà – Trousse-Chemise                                                            | Barclay                 | Neuauflage, Aufnahme schon vorher erschienen                                                 |
| 1973 | Il faut savoir – Les comédiens                                                                | Barclay                 | Neuauflage, Aufnahme schon vorher erschienen                                                 |
| 1973 | Hier encore – For me... formidable                                                            | Barclay                 | Neuauflage, Aufnahme schon vorher erschienen                                                 |
| 1973 | La mamma – Qui?                                                                               | Barclay                 | Neuauflage, Aufnahme schon vorher erschienen                                                 |
| 1973 | Que c’est triste Venise – Et pourtant                                                         | Barclay                 | Neuauflage, Aufnahme schon vorher erschienen                                                 |
| 1973 | La Bohème – Paris au mois d’août                                                              | Barclay                 | Neuauflage, Aufnahme schon vorher erschienen                                                 |
| 1973 | Le cabotin – Les enfants de la guerre                                                         | Barclay                 | Neuauflage, Aufnahme schon vorher erschienen                                                 |
| 1973 | Désormais – Quand et puis pourquoi                                                            | Barclay                 | Neuauflage, Aufnahme schon vorher erschienen                                                 |
| 1973 | Emmenez-moi – Et moi dans mon coin                                                            | Barclay                 | Neuauflage, Aufnahme schon vorher erschienen                                                 |
| 1973 | Nous irons à Vérone – Un jour ou l’autre                                                      | Barclay                 |                                                                                              |
| 1973 | On n’a plus quinze ans – Mon amour on se retrouvera                                           | Barclay                 |                                                                                              |
| 1974 | La baraka – Je meurs de toi                                                                   | Barclay                 |                                                                                              |
| 1974 | Un enfant de toi pour Noël – Hosanna                                                          | Barclay                 |                                                                                              |
| 1975 | Ils sont tombés – Tes yeux mes yeux                                                           | Barclay                 |                                                                                              |
| 1975 | Tous les visages de l’amour – De t’avoir aimée                                                | Barclay                 |                                                                                              |
| 1976 | Merci Madame la vie – Merci Madame la vie                                                     | Barclay                 | Promo                                                                                        |
| 1976 | Slowly – Par gourmandise                                                                      | Barclay                 | Spezialclub                                                                                  |
| 1976 | Mes emmerdes – Mais c’était hier                                                              | Barclay                 |                                                                                              |
| 1976 | Voilà que tu reviens – Par gourmandise                                                        | Barclay                 |                                                                                              |
| 1976 | Marie quand tu t’en vas – Mes emmerdes                                                        | Barclay                 | öffentliches Geschenk des Clubs «Total», Belgien                                             |
| 1977 | Camarade – Je ne connais que toi (You)                                                        | Barclay                 |                                                                                              |
| 1977 | J’ai vu Paris – Ne t’en fais pas                                                              | Barclay                 |                                                                                              |
| 1977 | Avant la guerre – La chanson du faubourg                                                      | Barclay                 |                                                                                              |
| 1978 | Dieu – Retiens la nuit                                                                        | Barclay                 |                                                                                              |
| 1978 | Ave Maria –vAve Maria                                                                         | Barclay                 | Promo                                                                                        |
| 1978 | Avec Maria – Ave Maria (instrumental)                                                         | Barclay                 |                                                                                              |
| 1979 | Être – Rien de moins que t’aimer                                                              | Barclay                 |                                                                                              |
| 1980 | Il faut savoir                                                                                | Barclay                 | Neubearbeitung, Material vorher erschienen                                                   |
| 1980 | Ça passe – Allez vaï Marseille                                                                | Barclay                 |                                                                                              |
| 1980 | Ça passe – L’amour, bon Dieu l’amour                                                          | Barclay                 |                                                                                              |
| 1980 | Ça passe – L’amour, bon Dieu l’amour                                                          | Barclay                 | Maxi, 30 cm                                                                                  |
| 1981 | Téhéran 43 Une vie d’amour – Vetchnai lioubov                                                 | Barclay                 |                                                                                              |
| 1981 | Une vie d’amour (mit Mireille Mathieu) – Téhéran 43 (Ouverture)                               | Barclay                 |                                                                                              |
| 1981 | Je fais comme si – Retiens la nuit                                                            | Barclay                 |                                                                                              |
| 1982 | Une première danse – Un million de fois                                                       | Barclay                 |                                                                                              |
| 1982 | Une première danse – Comme nous                                                               | Barclay                 |                                                                                              |
| 1982 | La légende de Stenka Razine (avec les Compagnons de la chanson) – Ce n’est pas un adieu       | Barclay                 |                                                                                              |
| 1983 | La salle et la terrasse – La mer à boire                                                      | Barclay                 |                                                                                              |
| 1983 | Trèfle à quatre feuilles – Papa Calypso                                                       | Barclay                 |                                                                                              |
| 1986 | Embrasse-moi – Les émigrants                                                                  | Tréma                   |                                                                                              |
| 1986 | Paris je t’aime Charles Aznavour interprète: J’aime Paris au mois de mai                      | OPE/Pathé-Marconi       | Kompilation, Werbeschallplatte in rosa Vinyl für das Parfüm « Paris » von Yves Saint-Laurent |
| 1987 | Toi contre moi – Je me raccroche à toi                                                        | Tréma                   |                                                                                              |
| 1987 | Je bois – Les bateaux sont partis                                                             | Tréma                   |                                                                                              |
| 1988 | Te dire adieu – Quand tu dors près de moi                                                     | Tréma                   |                                                                                              |
| 1989 | Pour toi Arménie – Ils sont tombés*                                                           | Tréma                   | * gesprochen von Robert Hossein und Rosy Varte                                               |
| 1989 | Viens au creux de mon épaule – Sa jeunesse                                                    | Tréma                   | neue Aufnahmen                                                                               |

## Diskografie: englischsprachig

### Studioalben
| Jahr | Titel                                                 | Musiklabel       | Anmerkungen |
| ---- | ----------------------------------------------------- | ---------------- | --- |
| 1958 | Believe in Me!                                        | Ducretet-Thomson | |
| 1962 | The Time Is Now                                       | Mercury          | bearbeitet 1962, Mercury, Stereo; neubearbeitet 1963, Pour vous, mesdames (London Globe Records/DECCA/UK, GLB 1003, Mono), wo I Know I’m Wrong das Lied Les comédiens ersetzt und mit einer neuen Version von Sarah; neubearbeitet 2015 für den Internetdownload The Time Is Now, Stage Door, Mono |
| 1965 | His Love Songs in English                             | Reprise          | bearbeitet 1965, Wiederaufnahme, Stereo |
| 1967 | His Kind of Love Songs                                | Reprise          | bearbeitet 1967, Wiederaufnahme, Stereo |
| 1969 | Of Flesh and Soul – Charles Aznavour Sings in English | Monument         | bearbeitet 1969, Aznavour sings Aznavour (Barclay/France), wo Yesterday When I Was Young das Lied A Blue Like the Blue of Your Eyes ersetzt |
| 1970 | A Man’s Life: Charles Aznavour                        | Monument         | neubearbeitet 1971, Aznavour sings Aznavour Vol. 2 (Barclay/France), wo A Blue Like the Blue of Your Eyes das Lied Yesterday When I Was Young ersetzt |
| 1972 | I Have Lived                                          | MGM Records      | bearbeitet 1972, Aznavour sings Aznavour Vol. 3 (Barclay/France & UK), wo eine kurze Version von The old fashioned ways die lange Version des amerikanischen Albums ersetzt; neubearbeitet 1975, The Old Fashioned Way (Barclay/France)                                                            |
| 1974 | A Tapestry of Dreams                                  | Barclay          | |
| 1975 | I Sing For... You                                     | Barclay          | |
| 1978 | We Were Happy Then                                    | MAM Records      | bearbeitet 1978 Esquire (EMI/UK) |
| 1978 | A Private Christmas                                   | MAM Records      | bearbeitet 1981 My Christmas Album (UK) (mit einer neuen Version von « She ») |
| 1983 | Aznavour ’83                                          | Barclay          | bearbeitet 1983, In Times To Be (Barclay/UK) und I’ll Be There (Barclay/France) |
| 1995 | You and Me                                            | EMI              | |

### Kompilationen
| Jahr | Titel                                                    | Musiklabel | Anmerkungen                                             |
| ---- | -------------------------------------------------------- | ---------- | ------------------------------------------------------- |
| 1969 | The Aznavour Way                                         | Monument   |                                                         |
| 1971 | Let’s Love                                               | Harmony    |                                                         |
| 1976 | The Best of Charles Aznavour                             | Barclay    | neubearbeitet 1976, Barclay                             |
| 1982 | The Charles Aznavour Collection Vol. 1                   | Barclay    |                                                         |
| 1982 | The Charles Aznavour Collection Vol. 2                   | Barclay    |                                                         |
| 1988 | Aznavour – The Collection Vol. 1                         | Arcade     | neubearbeitet 1991, Musarm                              |
| 1988 | Aznavour – The Collection Vol. 2                         | Arcade     | neubearbeitet 1991, Musarm                              |
| 1990 | Aznavour (The Old Fashioned Way)                         | Musarm     | neubearbeitet 1995, EMI                                 |
| 1990 | Aznavour (She)                                           | Musarm     | neubearbeitet 1995, EMI                                 |
| 1990 | Aznavour (Yesterday When I Was Young)                    | Musarm     | neubearbeitet 1995, EMI                                 |
| 1993 | Like Roses                                               | Rondo      |                                                         |
| 1995 | Greatest Hits                                            | Replay     |                                                         |
| 1995 | The Best of Charles Aznavour – 20 Great Songs in English | EMI        |                                                         |
| 1995 | Greatest Golden Hits                                     | EMI        |                                                         |
| 1996 | She – The Best of Charles Aznavour                       | EMI        |                                                         |
| 2001 | Forever                                                  | Smart Art  |                                                         |
| 2001 | Het Beste Van Charles Aznavour                           | EMI        | französische und englische Kompilation, Hollande        |
| 2002 | Aznavour – The Very Best Of                              | EMI        |                                                         |
| 2003 | Het Beste Van Charles Aznavour volume 2                  | EMI        | französische und englische Kompilation, Hollande        |
| 2010 | Het Allerbeste Van Charles Aznavour                      | EMI        | 2 CDs, französische und englische Kompilation, Hollande |
| 2014 | Sings In English: Greatest Hits                          | Universal  |                                                         |
| 2016 | Collected: 64 tracks-3CD                                 | Universal  | französische und englische Kompilation, Hollande        |

### EPs
| Jahr | Titel                                                                                               | Musiklabel       | Anmerkungen |
| ---- | --------------------------------------------------------------------------------------------------- | ---------------- | ----------- |
| 1956 | Aznavour invades Believe in me – I look at you – I’m gonna sleep with one eye open – Me-ké          | Ducretet-Thomson |             |
| 1966 | Aznavour in London You’ve let yourself go – The boss is dead – You’ve got to learn – Like strangers | Decca            |             |

### Singles
| Jahr | Titel                                                                   | Musiklabel | Anmerkungen                                            |
| ---- | ----------------------------------------------------------------------- | ---------- | ------------------------------------------------------ |
| 1962 | You’ve let yourself go – You’ve got to learn                            | Mercury    |                                                        |
| 1965 | Who (will take my place) – Let me be your first love                    | Reprise    |                                                        |
| 1965 | I will warm your heart – Venice blue                                    | Reprise/UK |                                                        |
| 1967 | After loving you – Après l’amour [auf Englisch]                         | Reprise    |                                                        |
| 1969 | Yerushalaïm [auf Englisch] – Green years                                | Reprise    |                                                        |
| 1970 | Yesterday when I was young – All those pretty girls                     | Barclay    |                                                        |
| 1972 | To die of love (version 45 tours) – For me... formidable (version 1972) | Barclay    |                                                        |
| 1973 | The old fashioned way – What makes a man                                | Barclay    |                                                        |
| 1974 | She                                                                     | Barclay    |                                                        |
| 1974 | She* – La baraka [auf Englisch]                                         | Barclay    | (* Thème de la série télévisée "Seven faces of woman") |
| 1974 | The "I love you" song – Ciao always ciao                                | Barclay    |                                                        |
| 1975 | You – Women of today                                                    | Barclay    |                                                        |
| 1975 | Take me away – Ciao always ciao                                         | Barclay    |                                                        |

## Diskografie: spanisch

### Studioalben
| Jahr | Titel                    | Musiklabel | Anmerkungen                                                            |
| ---- | ------------------------ | ---------- | ---------------------------------------------------------------------- |
| 1965 | Canta en español         | Barclay    |                                                                        |
| 1965 | Canta en español, vol. 2 | Barclay    |                                                                        |
| 1969 | Canta en español         | Barclay    |                                                                        |
| 1979 | Al dormir junto a ti     | Barclay    | neubearbeitet 1980 unter dem Titel Camarada (USA)                      |
| 1981 | Dios                     | Barclay    |                                                                        |
| 1996 | Cuando estás junto a mí  | EMI        |                                                                        |
| 2008 | Tú pintas mi vida        | EMI        | Album enthält ein Duett mit Shaila Dúrcal mit dem Lied Viajar y viajar |

### Kompilationen
| Jahr | Titel                                      | Musiklabel        | Anmerkungen |
| ---- | ------------------------------------------ | ----------------- | --- |
| 1965 | Charles Aznavour en castellano             | Barclay           | neubearbeitet 1965/67, Disc Jockey                                                                             |
| 1965 | Más Charles Aznavour en castellano         | Barclay           | neubearbeitet 1965/67, Disc Jockey                                                                             |
| 1967 | Charles Aznavour en castellano             | Barclay           | |
| 1967 | Canta en español                           | Monument          | |
| 1968 | Canta en español, Volume 2                 | Monument          | |
| 1971 | El amor                                    | Orfeon            | |
| 1972 | Canta en español, vol. 1                   | Barclay           | |
| 1973 | Que solo estoy                             | Barclay           | |
| 1975 | Aznavour Españnol                          | Barclay           | |
| 1978 | Los Éxitos De Charles Aznavour             | Gramusic          | |
| 1981 | Aznavour en Español (Selección)            | Barclay/MoviePlay | |
| 1981 | Aznavour en Español, vol. 2                | Barclay/MoviePlay | |
| 1982 | Oro                                        | Barclay/MoviePlay | |
| 1984 | En español                                 | Barclay           | |
| 1990 | Sus canciones                              | Victoria/PDI      | 2 LP |
| 1990 | Sus canciones                              | PDI               | neubearbeitet 1991 « Venecia sin ti », MUSARM/France; neubearbeitet 1995 « Venecia sin ti », EMI Music Holland |
| 1990 | Sus canciones, vol. 2                      | PDI               | neubearbeitet 1991 « La bohemia », MUSARM/France                                                               |
| 1990 | Isabel                                     | PDI               | neubearbeitet 1991 « Isabel », MUSARM/France                                                                   |
| 1992 | 20 Grandes Éxitos en Español               | Musarm            | |
| 1995 | Grandes Éxitos de Charles Aznavour         | EMI Music Holland | |
| 2001 | Los Grandes Éxitos                         | EMI               | 2 CDs |
| 2002 | Sus Mas Grandes Éxitos                     | EMI               | |
| 2003 | 40 Grandes Éxitos en español               | EMI               | 2 CDs |
| 2005 | Platinum Collection                        | EMI               | 3 CDs |
| 2005 | Lo mejor de Charles Aznavour               | EMI               | |
| 2007 | Grandes Éxitos y Grandes Éxitos en Español | EMI               | 2 CDs + DVD |
| 2014 | Aznavour Sings In Spanish – Best Of        | Universal         | Internetdownload                                                                                               |

### EPs
| Jahr | Titel                                                                              | Musiklabel                  | Anmerkungen    |
| ---- | ---------------------------------------------------------------------------------- | --------------------------- | -------------- |
| 1958 | Juventud, divino tesoro – Vivir junto a ti – Esto es formidable – Mi última hora   | Ducretet-Thomson            |                |
| 1965 | Formi, formidable – La mamma [auf Spanisch] – Debes saber – Te espero              | Barclay                     |                |
| 1965 | Venecia sin ti – Cuando no pueda más – Si vienes a mí                              | Barclay                     |                |
| 1965 | Y por tanto – Sarah – Por querer – No sabré jamás                                  | Barclay                     |                |
| 1965 | Si tú me llevas – Isabel – Oh, tu vida – Amo París en el mes de mayo               | Barclay                     |                |
| 1966 | Juventud, divino tesoro – Vivir junto a ti – Mi última hora                        | Hispanovox/Ducretet-Thomson | Neue Versionen |
| 1966 | Yo te daré calor – C’est fini – Buen aniversario – Quédate                         | Barclay                     |                |
| 1966 | Quién – Tus dieciséis años – Con – Era demasiado bonita                            | Barclay                     |                |
| 1968 | Apaga la luz – Los verdes años – Lo que fue ya pasó – Un día                       | Sonoplay/Barclay            |                |
| 1968 | La mamma [auf Spanisch] – Venecia sin ti – La bohemia [auf Spanisch] – Debes saber | Sonoplay/Barclay            |                |

### Singles
| Jahr | Titel                                            | Musiklabel        | Anmerkungen |
| ---- | ------------------------------------------------ | ----------------- | ----------- |
| 1970 | Nunca más – Cuando y por qué                     | Barclay/MoviePlay |             |
| 1971 | Es la juventud – Venecia sin ti                  | Barclay/MoviePlay |             |
| 1971 | Morir de amor                                    | Barclay/MoviePlay |             |
| 1971 | Ayer aún – All those pretty girls                | Barclay/MoviePlay |             |
| 1972 | Morir de amor – Entre                            | Barclay/MoviePlay |             |
| 1972 | Placeres antiguos [1. Version] – Que solo estoy  | Barclay/MoviePlay |             |
| 1972 | Viví – Trousse-Chemise [auf Spanisch]            | Barclay/MoviePlay |             |
| 1973 | Canta en español La mamma – La bohemia           | Barclay/MoviePlay |             |
| 1973 | Iremos a Verona – Placeres antiguos [2. Version] | Barclay/MoviePlay |             |
| 1981 | Dios – Pero fue ayer                             | Barclay/MoviePlay |             |
| 1982 | Venecia sin ti – La bohemia [auf Spanisch]       | Barclay/MoviePlay |             |
| 1982 | Con – Venecia sin ti                             | Barclay/MoviePlay |             |
| 1982 | Quién – Tus 16 años                              | Barclay/MoviePlay |             |
| 1982 | Venecia sin ti – La mamma [auf Spanisch]         | ORO               |             |

## Diskografie: italienisch

### Studioalben
| Jahr | Titel                                                              | Musiklabel  | Anmerkungen                                |
| ---- | ------------------------------------------------------------------ | ----------- | ------------------------------------------ |
| 1963 | Aznavour Italiano Volume 1                                         | Barclay     |                                            |
| 1964 | Aznavour Italiano Volume 2                                         | Barclay     |                                            |
| 1969 | Charles Aznavour e le sue canzoni                                  | Barclay     | enthält einige bereits erschienene Titel   |
| 1970 | ... e fu subito Aznavour                                           | Barclay     |                                            |
| 1971 | Quando la canzone è arte / Buon anniversario (Aznavour... l’amore) | Barclay     | enthält einige bereits erschienene Titel   |
| 1972 | Canto l’amore perchè credo che tutto derivi da esso                | Barclay     |                                            |
| 1973 | Il bosco e la riva                                                 | Barclay     |                                            |
| 1975 | Del mio amare te                                                   | Barclay     |                                            |
| 1978 | Charles Aznavour (Compagno)                                        | Philips     |                                            |
| 1978 | Un Natale un po’ speciale                                          | Philips     | Weihnachtsalbum                            |
| 1979 | Ave Maria                                                          | Philips     |                                            |
| 1981 | Essere                                                             | G et G Rec. |                                            |
| 1983 | La prima danza                                                     | G et G Rec. |                                            |
| 1986 | Canzoni da leggere e da cantare                                    | G et G Rec. |                                            |
| 1988 | Momenti sì, momenti no                                             | Musarm      | neubearbeitet 1991, Musarm 700010 (France) |

### Kompilationen
| Jahr | Titel                           | Musiklabel    | Anmerkungen |
| ---- | ------------------------------- | ------------- | ----------- |
| 1972 | Charles Aznavour canta italiano | Barclay       |             |
| 1984 | Charles Aznavour                | Barclay       |             |
| 1988 | La mamma                        | CD NG         |             |
| 1988 | L’istrione                      | CD NG         |             |
| 1988 | Com’è triste Venezia            | CD NG         |             |
| 1991 | Aznavour italiano               | EMI           |             |
| 1991 | Aznavour italiano – La mamma    | Musarm        |             |
| 1991 | Aznavour italiano – L’istrione  | Musarm        |             |
| 1994 | Dedicato all’amore...           | G & G Records |             |
| 1995 | I classici di Charles Aznavour  | EMI           |             |
| 2004 | Platinum Collection             | EMI           | 3 CD        |
| 2014 | L’Istrione – The Very Best Of   | Universal     |             |

### EPs
| Jahr | Titel | Musiklabel | Anmerkungen |
| ---- | --- | ---------- | ----------- |
| 1964 | Charles Aznavour chante en italien La mamma – Devi sapere – Dammi i tuoi sedici anni – L’amore è come un giorno | Barclay    |             |

### Singles
| Jahr | Titel                                                  | Musiklabel | Anmerkungen                                |
| ---- | ------------------------------------------------------ | ---------- | ------------------------------------------ |
| 1961 | Devi sapere – La marcia degli angeli                   | Barclay    |                                            |
| 1962 | L’amore e la guerra – Il figliol prodigo               | Barclay    |                                            |
| 1962 | Devi sapere – L’amore e la guerra                      | Barclay    |                                            |
| 1963 | a mamma [auf Französisch] – La mamma [auf Italienisch] | Barclay    |                                            |
| 1965 | Ma perché – Com’è triste Venezia                       | Barclay    | Première version de "Com’è triste Venezia" |
| 1967 | La bohème [auf Italienisch] – Bastava che ti amassi    | Barclay    |                                            |
| 1967 | ... E io tra di voi – Perché sei mia                   | Barclay    | Premières versions de ces deux titres      |
| 1968 | L’istrione – Caroline chérie [auf Italienisch]         | Barclay    | Première version de "L’istrione"           |
| 1969 | Oramai – La tua luce                                   | Sif        |                                            |
| 1970 | Perché sei mia – Dopo l’amore                          | Barclay    |                                            |
| 1970 | Ed io tra di voi – Ti lasci andare                     | Barclay    |                                            |
| 1972 | Quel che non si fa più – Ho vissuto                    | Barclay    |                                            |
| 1978 | Maria che se ne va – Tu e solamente tu                 | Philips    |                                            |
| 1981 | Poi passa – Une vita d’amore                           | GG         |                                            |
| 1989 | Per te Armenia – Sono caduti*                          | Enigma     | *gesprochen von Vittorio Gassman           |

## Diskografie: deutschsprachig

### Studioalben
| Jahr | Titel                | Musiklabel     | Anmerkungen                                                                  |
| ---- | -------------------- | -------------- | ---------------------------------------------------------------------------- |
| 1964 | Von Mensch zu Mensch | Barclay        | neubearbeitet 1965/66 sous le titre Charles Aznavour in Deutschland, Barclay |
| 1967 | König des Chansons   | Barclay        | enthält einige bereits erschienene Titel                                     |
| 1978 | Vor dem Winter       | Prisma Crystal |                                                                              |
| 1980 | Melodie des Lebens   | Mam            |                                                                              |
| 1995 | Du und ich           | EMI            |                                                                              |

### Kompilationen
| Jahr | Titel                                    | Musiklabel | Anmerkungen |
| ---- | ---------------------------------------- | ---------- | ----------- |
| 1967 | Die Geliebte Stimme                      | Barclay    |             |
| 1973 | Portrait eines Stars                     | Barclay    |             |
| 1974 | Singt Deutsch                            | Barclay    |             |
| 1974 | Singt Deutsch (2)                        | Barclay    |             |
| 1982 | Du läßt dich geh’n                       | Amiga      |             |
| 2001 | Aznavour – Best of                       | EMI        |             |
| 2004 | Charles Aznavour – Das Beste auf Deutsch | EMI        |             |
| 2014 | Charles Aznavour – Das Beste             | Barclay    |             |

### EPs
| Jahr | Titel                                                                                | Musiklabel | Anmerkungen                 |
| ---- | ------------------------------------------------------------------------------------ | ---------- | --------------------------- |
| 1960 | Du läßt dich geh’n – Spiel’, Zigeuner – Ich frag’ mich warum – Ich sah mich als Star | Ariola     | neubearbeitet 1964, Barclay |

### Singles
| Jahr | Titel                                                                   | Musiklabel        | Anmerkungen |
| ---- | ----------------------------------------------------------------------- | ----------------- | ----------- |
| 1962 | Du läßt dich geh’n – Ich frag’ mich warum                               | Barclay           |             |
| 1963 | Playboy’s Abschied (Wie es war) – Du übertreibst                        | Barclay           |             |
| 1963 | Es war nicht so gemeint – Warum läßt du mich so allein                  | Barclay           |             |
| 1964 | Für mich – For Me – Formidable – Zu spät                                | Barclay           |             |
| 1964 | Afrika Song – Man muss verstehen                                        | Barclay-Ariola    |             |
| 1965 | Bitte bleib’ – La mamma [auf Deutsch]                                   | Barclay           |             |
| 1966 | La Bohème [auf Deutsch] – Mit dir kam das Glück                         | Barclay           |             |
| 1967 | Und trotzdem lieb’ ich sie – Geliebte                                   | Barclay           |             |
| 1967 | Ich halte dich schon warm – Yerushalaïm [auf Deutsch]                   | Barclay           |             |
| 1968 | Caroline [auf Deutsch] – Die Kinder des Krieges                         | Barclay-Metronome |             |
| 1972 | In Deutsch Mourir d’aimer [auf Deutsch] – Nein, ich vergaß nichts davon | Barclay           |             |
| 1972 | Tanz Wange an Wange mit mir – Wie sie sagen                             | Barclay           |             |
| 1974 | Sie [alternative Version] – Tanz Wange an Wange mit mir [2. Version]    | Barclay           | 62 079      |
| 1974 | Sie – Tanz Wange an Wange mit mir [2. Version]                          | Barclay           | MB 28.110   |
| 1978 | Venedig in grau – Wie verrückte zu leben                                | Barclay           |             |

## Livealben
| Jahr | Titel | Musiklabel    | Anmerkungen |
| ---- | --- | ------------- | --- |
| 1966 | The World Of Charles Aznavour: All About Love, Recorded Live! At The Huntington Hartford Theatre Hollywood | Reprise/USA   | Hollywood, 19. November 1965; neubearbeitet zum ersten Mal auf CD 2016 in der Sammlung La collection officielle Charles Aznavour – Une vie en chansons – 50 albums de légende, Polygram Collections/Barclay |
| 1968 | Face au public                                                                                             | Barclay       | Olympia 19. Januar 1968; neubearbeitet 1998 in dem Kasten « Aznavour live à l’Olympia », EMI; neubearbeitet 2009 für den Internetdownload, EMI                                                              |
| 1968 | Aznavour à Tokio                                                                                           | Barclay/Japon | Kosei-Nenkim Hall, Tokio 21. Mai 1968 |
| 1971 | Charles Aznavour live in Japan                                                                             | Barclay/Japon | Tokio 1971 |
| 1973 | Aznavour chez lui, à Paris                                                                                 | Barclay       | Olympia, November 1972; teilweise neubearbeitet 1998, in dem Kasten « Aznavour live à l’Olympia », EMI; teilweise neubearbeitet 2009 für den Internetdownload, EMI                                          |
| 1973 | Ce soir là, Aznavour. Son passé au présent                                                                 | Barclay       | Olympia 12. Dezember 1972; teilweise neubearbeitet 1998, in dem Kasten « Aznavour live à l’Olympia », EMI; teilweise neubearbeitet 2009 für den Internetdownload, EMI                                       |
| 1976 | Plein feu sur Aznavour                                                                                     | Barclay       | Olympia 21. Februar 1976 (neubearbeitet 2004 in dem Kasten « Intégrale Charles Aznavour – Arc de triomphe », EMI)                                                                                           |
| 1976 | Live in Japan 76                                                                                           | Barclay/Japon | Yubin-Chokin Kaikan Hall et Nakano Sun-Plaza Hall, Tokyo 1976 |
| 1978 | Guichets fermés                                                                                            | Barclay       | aufgenommen im Olympia, 12. bis 14. Januar 1978; teilweise neubearbeitet 1998, in dem Kasten « Aznavour live à l’Olympia », EMI; teilweise neubearbeitet 2009 für den Internetdownload, EMI                 |
| 1981 | 1980... Charles Aznavour est à l’Olympia                                                                   | Barclay       | Olympia 1980; neubearbeitet 1998 in dem Kasten « Aznavour live à l’Olympia », EMI; neubearbeitet 2009 für den Internetdownload, EMI                                                                         |
| 1987 | Récital Aznavour                                                                                           | Tréma         | Palais des congrès de Paris 1987; neubearbeitet 2009 für den Internetdownload, EMI |
| 1995 | Palais des Congrès 1994                                                                                    | EMI           | neubearbeitet 2009 für den Internetdownload, EMI |
| 1996 | Charles Aznavour au Carnegie Hall                                                                          | EMI           | Juni 1995; Neubearbeitet 2003 für den Internetdownload, EMI |
| 1999 | Palais des congrès 97/98                                                                                   | EMI           | neubearbeitet 2011 für den Internetdownload, EMI |
| 2001 | Palais des congrès 2000                                                                                    | EMI           | neubearbeitet 2003 für den Internetdownload, EMI |
| 2005 | Bon anniversaire Charles – Palais des congrès 2004                                                         | EMI           | Concert solo |
| 2009 | Radio Suisse Romande présente: Studio Recording at Lausanne (1954) & Concert Live at Lausanne (1955)       | RSR           | |
| 2013 | Live in Paris – April 3, 1962                                                                              | Body & Soul   | Internetdownload; Konzert am 3. April 1962 im Olympia in Paris; neubearbeitet auf CD 2018, Socadisc |
| 2014 | Live au Carnegie Hall New York 1963                                                                        | Barclay       | Internetdownload (auch auf der Anthologie 60 CDs von 2014 enthalten) |
| 2015 | Aznavour Live – Palais des Sports 2015                                                                     | Barclay       | |
| 2017 | Olympia février 1976                                                                                       | Barclay       | 2 CDs; Enthält unbearbeitetes Material; erweiterte und komplette Version vom 1976 erschienenen Plein feu sur Aznavour, neubearbeitet 2004                                                                   |

## Mitwirkung
| Jahr | Titel                                                                                             | Andere(r) Künstler                 | Anmerkungen |
| ---- | ------------------------------------------------------------------------------------------------- | ---------------------------------- | --- |
| 1968 | Caroline chérie (BO)                                                                              | Georges Garvarentz                 | Charles Aznavour singt « Caroline » (Barclay) |
| 1972 | Les galets d’Étretat (BO)                                                                         | Georges Garvarentz                 | Charles Aznavour singt « Les galets d’Étretat » (Barclay) |
| 1976 | Charles Aznavour presents Liesbeth List performing some of his finest songs                       | Liesbeth List                      | Liesbeth List und Charles Aznavour singen « Don’t Say A Word » (Philips) |
| 1979 | La lumière des justes (BO)                                                                        | Georges Garvarentz                 | Charles Aznavour singt « Être » (Barclay) |
| 1981 | Téhéran 43 (BO)                                                                                   | Georges Garvarentz                 | Charles Aznavour singt « Une vie d’amour » (Barclay) |
| 1982 | Qu’est-ce qui fait courir David ? (BO)                                                            | verschiedene Künstler              | Charles Aznavour singt « Viens, donne-nous la main » (SPI Milan) |
| 1983 | Édith et Marcel (BO)                                                                              | Mama Béa                           | Mama Béa und Charles Aznavour singen « Je n’attendais que toi », « C’est un gars »; Charles Aznavour singt « Au creux de mon épaule » (Pathé Marconi) |
| 1983 | Les compagnons de la chanson – Olympia 1983 (live)                                                | Les compagnons de la chanson       | Les compagnons und Charles Aznavour singen « La légende de Stenka Razine » (Philips) |
| 1987 | Chants traditionnels arméniens made in USA                                                        | Seda Aznavour                      | Charles und Seda Aznavour singen « Yes kou rimet’n thim kidi » (Pathé Marconi) |
| 1990 | Serge Prokofiev/Pierre et le loup – Symphonie classique – Ouverture sur des thèmes juifs – Marche | Claudio Abbado                     | Narrateur (französische Version): Charles Aznavour; Narratrice (deutsche Version): Barbara Sukowa; Narrateur (englische Version): STING; Narrateur (italienische Version): Roberto Benigni; Narrateur (spanische Version): José Carreras (Deutsche Grammophon) |
| 1992 | La Belle et la Bête (BO)                                                                          | Liane Foly                         | Liane Foly und Charles Aznavour singen « La belle et la bête » (Walt Disney Adès) |
| 1993 | Duets                                                                                             | Frank Sinatra                      | Frank Sinatra und Charles Aznavour singen « You Make Me Feel So Young » (Capitol Records) |
| 1994 | Les Restos du cœur                                                                                | Patrick Bruel                      | Patrick Bruel und Charles Aznavour singen « Hier encore » (WEA) |
| 1995 | Aznavour – Minnelli au Palais des Congrès de Paris (Live)                                         | Liza Minnelli                      | Konzerte vom 20. November bis zum 15. Dezember 1991, EMI; Neubearbeitet in 2009 für den Internetdownload, EMI |
| 1995 | Christmas in Vienna III (Live)                                                                    | Plácido Domingo et Sissel Kyrkjebø | Konzert mit Plácido Domingo und Sissel Kyrkjebø (Sony); Neubearbeitet unter dem Titel Vienna Noël |
| 1995 | Merci d’être venus                                                                                | Jean-Jacques Milteau               | Charles Aznavour singt « Et bâiller et dormir » mit J. J. Milteau an der Harmonika (Quelques Notes/Odéon/EMI) |
| 1996 | Cherchez l’idole (BO) (1963)                                                                      | Georges Garvarentz                 | Charles Aznavour singt Et pourtant; Album blieb für 32 Jahre unbearbeitet, mehrere Stars singen mit Aznavour und Garvarentz für den Film Cherchez l’idole von Michel Boisrond (Clemusic).                                                                      |
| 1997 | Concert acoustique M6 (Live)                                                                      | France Gall                        | France Gall und Charles Aznavour singen « La mamma » (WEA) |
| 1998 | Quand la radio fait son spectacle, vol. 1                                                         | verschiedene Künstler              | Roche und Aznavour singen « J'ai bu » und « L'héritage infernal », Radio Suisse Romande, Lausanne, 1. April 1947 |
| 1999 | Les Restos du cœur 99                                                                             | Muriel Robin                       | Muriel Robin und Charles Aznavour singen « La bohème »; Charles Aznavour und alle Künstler des Konzertes singen « Emmenez-moi » und « La chanson des restos » (BMG)                                                                                            |
| 1999 | Calle Salud                                                                                       | Compay Segundo                     | Charles Aznavour und die Gruppe singen Morir de amor (GASA) |
| 1999 | Nosso mundo                                                                                       | Trio Esperanza                     | Charles Aznavour und das Trio Esperanza singen « Uma bela historia » (Philips) |
| 2000 | Noël ensemble                                                                                     | Axelle Red                         | Charles Aznavour und Axelle Red singen « Noël à Paris » (Universal) |
| 2001 | Feelings (hommage à Loulou Gasté)                                                                 | verschiedene Künstler              | Charles Aznavour singt « Oui (si tu me dis "oui") » (Sony Music) |
| 2001 | Charles Aznavour présente Swings de bohème (Live)                                                 | Chanson Contemporaine              | Charles Aznavour und die Gruppe singen « La mamma » und « Emmenez-moi » |
| 2002 | Intégrale Charles Trénet Vol. 6: "L’Âme Des Poètes"                                               | Charles Trénet                     | Roche und Aznavour singen « L'héritage infernal », Radio Suisse Romande, Lausanne, 1. April 1947 |
| 2002 | Entre deux                                                                                        | Patrick Bruel                      | Patrick Bruel und Charles Aznavour singen « Ménilmontant » (BMG) |
| 2003 | L’hymne à la môme (hommage à Édith Piaf)                                                          | Édith Piaf                         | Charles Aznavour und Édith Piaf singen im virtuellen Duett Il y avait; Charles Aznavour und alle Künstler des Albums singen L’hymne à l’amour (EMI) |
| 2004 | Bon anniversaire Charles ! (Live)                                                                 | verschiedene Künstler              | Wohltätigkeitskonzert (EMI) |
| 2005 | Et puis la terre                                                                                  | verschiedene Künstler              | Charles Aznavour und die Künstler des Albums Solidarité Asie singen Et puis la terre |
| 2006 | Piano voix                                                                                        | Jean-Yves D'Angelo                 | Charles Aznavour singt Et bâiller et dormir, mit Jean-Yves d’Angelo am Klavier (Sony BMG) |
| 2007 | Plein du monde                                                                                    | Bratsch                            | Charles Aznavour und Bratsch singen La goutte d’eau (Odeon Records) |
| 2007 | Forever cool                                                                                      | Dean Martin                        | Dean Martin und Charles Aznavour singen in einem virtuellen Duett Everybody Loves Somebody (EMI) |
| 2007 | 20 000 lieues sous les mers – D’après Jules Verne                                                 | Jacques Gamblin                    | Gelsen von Charles Aznavour und Jacques Gamblin (Frémeaux & associés) |
| 2008 | Charles Aznavour et ses amis au Palais Garnier (Live)                                             | verschiedene Künstler              | Konzert mit den Künstlern Florent Pagny, Calogero und Grand Corps Malade; Nationaloper Paris, 17. Februar 2007 (EMI) |
| 2008 | A l’ombre du show-business                                                                        | Kery James                         | Kery James und Charles Aznavour singen À l’ombre du show-business |
| 2009 | 50 años despues, Raphael en directo                                                               | Raphael                            | Raphael und Charles Aznavour singen La bohème auf Französisch und Spanisch (Sony Music) |
| 2009 | Meine Schönsten Welterfolge vol. 2                                                                | Nana Mouskouri                     | Nana Mouskouri und Charles Aznavour singen To die of love (unbearbeitet, Mercury Records) |
| 2010 | 1 Geste pour Haïti chérie                                                                         | Künstlerkollektiv                  | ein Künstlerkollektiv und Charles Aznavour singen 1 Geste pour Haïti chérie (Universal); die Single erreichte auf Platz 3 der Top 50 |
| 2010 | Hishadak                                                                                          | Seda Aznavour                      | Seda und Charles Aznavour singen Sirerk |
| 2010 | Retrouvailles                                                                                     | Gilles Vigneault                   | Gilles Vigneault und Charles Aznavour singen Une branche à la fenêtre (Tandem) |
| 2010 | 3e temps                                                                                          | Grand Corps Malade                 | Fabien Marsaud und Charles Aznavour singen Tu es donc j’apprends (Universal Music) |
| 2011 | Chico & the Gypsies chantent Charles Aznavour                                                     | Chico and the Gypsies              | Chico & the Gypsies und Charles Aznavour singen T’espero (Strategic Marketing) |
| 2012 | Petula                                                                                            | Petula Clark                       | Petula Clark und Charles Aznavour singen Les vertes Jahrs (Vogue) |
| 2012 | The Soldiers                                                                                      | The Soldiers                       | The Soldiers und Charles Aznavour singen She (Demon Music Group) |
| 2013 | Luis                                                                                              | Vincent Niclo                      | Vincent Niclo und Charles Aznavour singen Esperanza (Barclay) |
| 2013 | Ces Noëls d’autrefois                                                                             | Paul Daraîche                      | Paul Daraîche und Charles Aznavour singen Noël au saloon (Mp3 disques) |
| 2013 | Born Rocker Tour                                                                                  | Johnny Hallyday                    | Johnny Hallyday und Charles Aznavour singen Sur ma vie (Warner Music) |
| 2014 | Engelbert Calling                                                                                 | Engelbert Humperdinck              | Engelbert Humperdinck und Charles Aznavour singen « She » (Conehead) |
| 2014 | Aznavour, sa jeunesse                                                                             | verschiedene Künstler              | Charles Aznavour, Matt Houston, The Shady Brothers, Vitaa, Elisa Tovati, Soprano, Black M & Amel Bent singen « Sa jeunesse » (Barclay) |
| 2014 | Paris                                                                                             | Zaz                                | Zaz und Charles Aznavour singen « J’aime Paris au mois de mai » (Warner) |
| 2015 | Live in Paris: French Chanson, 1957                                                               | verschiedene Künstler              | Charles Aznavour singt On ne sait jamais (Live im Olympia, 12. Juni 1957, unbearbeitete Aufnahme) |
| 2015 | Michel Legrand & ses amis                                                                         | Michel Legrand                     | Charles Aznavour singt Les moulins de mon coeur, begleitet von Michel Legrand |
| 2017 | Ici et ailleurs                                                                                   | Idir                               | Idir und Charles Aznavour singen La bohème (Columbia) |

## Kompilationen mit verschiedenen Künstlern
| Jahr | Titel                                                   | Album                                                  | Anmerkungen                                         |
| ---- | ------------------------------------------------------- | ------------------------------------------------------ | --------------------------------------------------- |
| 1986 | Toi contre moi                                          | 20 ans de Tréma – 20 succès                            |                                                     |
| 1998 | Je n’attendais que toi                                  | Les chansons originales des films de Claude Lelouch    | mit Mama Béa; Milan/BMG.                            |
| 2000 | Les enfants                                             | Nouveau monde                                          | mit den Petits Chanteurs à la Croix de Bois; Unicef |
| 2001 | Le Temps Des Loups, Caroline, Les Galets D’Étretat etc. | Charles Aznavour/Georges Garvarentz – Chansons de film | Austerlitz                                          |
| 2002 | J’ai bu, C’est le printemps, Départ express etc.        | Roche et Aznavour – Premières chansons                 | Disques XXI.                                        |

## Nur in Kanada
| Jahr | Titel                      | Musiklabel     | Anmerkungen                                                         |
| ---- | -------------------------- | -------------- | ------------------------------------------------------------------- |
| 1962 | Charles Aznavour au Canada | Barclay/Kanada | Kompilation; enthält die erste Version des Chansons Le jour se lève |

## Nur in Venezuela
| Jahr | Titel            | Musiklabel        | Anmerkungen                                                       |
| ---- | ---------------- | ----------------- | ----------------------------------------------------------------- |
| 1967 | Entre deux rêves | Barclay/Venezuela | enthält die erste Version des Chansons S’il y avait une autre toi |

## Videoalben

### Videos
- 1977 Großer Unterhaltungsabend – Charles Aznavour (Essen, Allemagne 1977). VHS Nikkatsu Video Films Co., Ltd./Japon
- 1982 An Evening with Charles Aznavour (Duke of York’s Theatre, London 1982). VIP Videocasette Diffusion, VHS SECAM MU 550

### Laserdisc
- 1982 An Evening with Charles Aznavour (Duke of York’s Theatre, London 1982) [anders als das gleichnamige Video]

### DVD/BD
- 1999 AZNAVOUR LIVE – Palais des Congrès 97/98 avec Liza Minnelli (EMI)
- 2001 AZNAVOUR LIVE – Olympia 68/72/78/80 (EMI)
- 2001 Charles Aznavour au Carnegie Hall (New York, Juni 1996) (EMI)
- 2001 AZNAVOUR – Pour toi Arménie (Konzert in der Oper Jerewan, September 1996)
- 2003 AZNAVOUR LIVE – Palais des Congrès 1994 (EMI)
- 2004 Aznavour – Minnelli au Palais des Congrès de Paris (EMI)
- 2004 Toronto 1980 (Bonus in der Sammlung Aznavour/Indispensables) (EMI)
- 2004 Bon anniversaire Charles – Palais des congrès 2004 (EMI)
- 2004 80, Bon Anniversaire Charles (Fernsehshow zum 80. Geburtstag von Charles Aznavour, 22. Mai 2004) (EMI)
- 2005 Charles Aznavour 2000 – Concert intégral (EMI)
- 2007 Charles Aznavour et ses amis à Erevan (EMI)
- 2007 Aznavour – Palais des Congrès de Paris (1987) [anderes Konzert als die gleichnamige CD] (EMI)
- 2008 Charles Aznavour et ses amis à l'Opéra Garnier (EMI)
- 2009 Anthologie, vol. 1 – 1955–1972 (Kasten 3 DVDs) (INA / EMI)
- 2010 Anthologie, vol. 2 – 1973–1999 (Kasten 3 DVDs) (INA / EMI)
- 2015 Aznavour Live – Palais des Sports 2015 (DVD & BD, Barclay)

### Zusammenarbeiten
- 2002: Patrick Bruel Entre deux (C. Aznavour singt Ménilmontant im Duett mit Patrick Bruel)
- 2006: The Royal Opera – Die Fledermaus (Covent Garden, London 31. Dezember 1983) (C. Aznavour singt She)

## Diskografie (Auswahl) als Autor oder Komponist
- 1961 Dansez chez Daniela [Original des Films von Max Pecas "De quoi tu t’mêles Daniela"]. Musik: Charles Aznavour und Georges Garvarentz (Ricordi, 30 P 018).
- 1965 Marco Polo [Bande originale du film]. Musik: Georges Garvarentz; Text der Originalversion von 'Somewhere': Charles Aznavour (neubearbeitet 1998, Tickertape, TT3006).
- 1966 Georges Guétary et Jean Richard – Monsieur Carnaval. Musik: Charles Aznavour; Text: Jacques Plante (Neubearbeitet 2015, Marianne Mélodie).
- 1973 Marcel Merkès & Paulette Merval – Douchka. Singspiel von Charles Aznavour und Georges Garvarentz (Neubearbeitet 2001, Sony, SMM 501710 2).
- 1981 Jean Claudric joue Charles Aznavour (avec l’Orchestre Colonne). (Öffentliche Aufnahme, 1981; Cybelia, 1998)
- 1996 Karen Brunon interprète Aznavour. (Odeon Records, 1996)
- 1998 Ils chantent Aznavour. (Éditions Atlas, 1998)
- 2003 Raoul Duflot-Verez – 10 Chansons adaptées pour Piano Solo. (Folio Music, 2003)
- 2003 Piaf chante Aznavour. (2003, Kompilation)
- 2004 Maurice Larcange joue Aznavour et Trénet. (Universal France, 2004, 2006, Kompilation)
- 2005 Emmenez-moi [Bande originale du film]. (Warner, 2005)
- 2005 Aujourd’hui encore… Hommage à Aznavour. (Trilogie/Québec, 2005)
- 2006 Jehan chante Bernard Dimey et Charles Aznavour – Le cul de ma sœur. (Mosaic Music). Texte von Bernard Dimey, vertont von Charles Aznavour
- 2008 Charles Aznavour et ses premiers interprètes. (Frémeaux, Kompilation, 2 CDs)
- 2008 Vive Aznavour – 70 artistes essentiels chantent ses premiers succès. (Marianne Melodie, Kompilation, 5 CDs)

## Chartplatzierungen

### Alben
| Jahr | Titel                                                                    | Höchstplatzierung, Gesamtwochen, AuszeichnungChartplatzierungen (Jahr, Titel, Platzierungen, Wochen, Auszeichnungen, Anmerkungen) | Höchstplatzierung, Gesamtwochen, AuszeichnungChartplatzierungen (Jahr, Titel, Platzierungen, Wochen, Auszeichnungen, Anmerkungen) | Höchstplatzierung, Gesamtwochen, AuszeichnungChartplatzierungen (Jahr, Titel, Platzierungen, Wochen, Auszeichnungen, Anmerkungen) | Höchstplatzierung, Gesamtwochen, AuszeichnungChartplatzierungen (Jahr, Titel, Platzierungen, Wochen, Auszeichnungen, Anmerkungen) | Höchstplatzierung, Gesamtwochen, AuszeichnungChartplatzierungen (Jahr, Titel, Platzierungen, Wochen, Auszeichnungen, Anmerkungen) | Anmerkungen                             |
| Jahr | Titel                                                                    | DE | AT | CH | UK | FR | Anmerkungen                             |
| ---- | ------------------------------------------------------------------------ | --- | --- | --- | --- | --- | --------------------------------------- |
| 1965 | Charles Aznavour                                                         | DE12 (24 Wo.)DE | — | — | — | — |                                         |
| 1967 | König des Chansons                                                       | DE39 (4 Wo.)DE | — | — | — | — |                                         |
| 1974 | Aznavour Sings Aznavour Vol.3                                            | — | — | — | UK23 Silber · (7 Wo.)UK | — |                                         |
| 1974 | A Tapestry of Dreams                                                     | — | — | — | UK9 Gold · (13 Wo.)UK | — |                                         |
| 1980 | His Greatest Love Songs                                                  | — | — | — | UK73 (1 Wo.)UK | — |                                         |
| 1995 | Christmas in Vienna III                                                  | DE50 (2 Wo.)DE | — | — | — | — | mit Domingo und Kyrkjebo                |
| 1996 | She – The Best Of                                                        | — | — | — | UK92 Silber · (1 Wo.)UK | — |                                         |
| 1996 | 20 chansons d’or                                                         | — | — | — | — | FR161 ×2Doppelplatin · (1 Wo.)FR                                                                                                  |                                         |
| 1996 | 40 chansons d’or                                                         | — | — | — | — | FR69 Platin · (10 Wo.)FR |                                         |
| 1996 | Palais des Congrès 1994                                                  | — | — | — | — | FR25 ×2Doppelgold · (4 Wo.)FR |                                         |
| 1997 | Plus bleu...                                                             | — | — | — | — | FR12 ×2Doppelgold · (28 Wo.)FR |                                         |
| 1998 | Jazznavour                                                               | — | — | — | — | FR26 Gold · (9 Wo.)FR |                                         |
| 1999 | Live: Palais des Congrès 97/98                                           | — | — | — | — | FR43 (9 Wo.)FR |                                         |
| 2000 | Aznavour 2000                                                            | — | — | CH98 (2 Wo.)CH | — | FR9 ×2Doppelgold · (25 Wo.)FR |                                         |
| 2001 | Palais des Congrès 2000                                                  | — | — | — | — | FR9 (24 Wo.)FR |                                         |
| 2003 | Je voyage                                                                | — | — | CH80 (4 Wo.)CH | — | FR6 ×2Doppelgold · (55 Wo.)FR |                                         |
| 2004 | Bon anniversaire Charles!                                                | — | — | — | — | FR57 (13 Wo.)FR |                                         |
| 2004 | Platinum Collection                                                      | — | — | — | — | FR144 Gold · (9 Wo.)FR |                                         |
| 2005 | Concert intégral enregistré au Palais des Congrès de Paris le 8 Mai 2004 | — | — | — | — | FR64 (23 Wo.)FR |                                         |
| 2005 | Insolitement vôtre                                                       | — | — | — | — | FR16 (15 Wo.)FR |                                         |
| 2007 | Colore ma vie                                                            | — | — | CH50 (4 Wo.)CH | — | FR9 Gold · (38 Wo.)FR |                                         |
| 2008 | Duos                                                                     | DE73 (3 Wo.)DE | AT42 (3 Wo.)AT | CH53 (7 Wo.)CH | — | FR3 ×2Doppelplatin · (68 Wo.)FR                                                                                                   |                                         |
| 2008 | À l’opéra Garnier                                                        | — | — | — | — | FR95 (13 Wo.)FR | Charles Aznavour et ses amis            |
| 2009 | Charles Aznavour & The Clayton Hamilton Jazz Orchestra                   | — | — | CH89 (1 Wo.)CH | — | FR16 Gold · (17 Wo.)FR | mit The Clayton Hamilton Jazz Orchestra |
| 2011 | Toujours                                                                 | — | — | CH51 (3 Wo.)CH | — | FR4 Gold · (18 Wo.)FR |                                         |
| 2013 | Les 50 plus belles chansons                                              | — | — | CH34 (6 Wo.)CH | — | — |                                         |
| 2013 | Best Of – 20 chansons                                                    | — | — | CH70 (1 Wo.)CH | — | FR186 (1 Wo.)FR |                                         |
| 2013 | Best Of – 40 chansons                                                    | — | — | CH33 (4 Wo.)CH | — | FR193 Gold · (1 Wo.)FR |                                         |
| 2014 | Formidable – Das Beste                                                   | DE50 (2 Wo.)DE | AT43 (2 Wo.)AT | — | — | — |                                         |
| 2014 | 90e anniversaire                                                         | — | — | — | — | FR9 (20 Wo.)FR |                                         |
| 2015 | Encores                                                                  | — | — | CH37 (3 Wo.)CH | — | FR8 (15 Wo.)FR |                                         |
| 2015 | Live – Palais des Sports 2015                                            | — | — | — | — | FR181 (2 Wo.)FR |                                         |
| 2018 | Mes jeunes années                                                        | — | — | — | — | FR113 (1 Wo.)FR |                                         |
| 2019 | L’album de sa vie – 100 titres                                           | — | — | — | — | FR46 Gold · (59 Wo.)FR |                                         |
| 2019 | L’album de sa vie – 50 titres                                            | — | — | — | — | FR135 (3 Wo.)FR |                                         |
| 2024 | 100 ans, 100 chansons                                                    | — | — | — | — | FR27 (19 Wo.)FR |                                         |

grau schraffiert: keine Chartdaten aus diesem Jahr verfügbar

### Singles
| Jahr | Titel Album             | Höchstplatzierung, Gesamtwochen, AuszeichnungChartplatzierungen (Jahr, Titel, Album, Platzierungen, Wochen, Auszeichnungen, Anmerkungen) | Höchstplatzierung, Gesamtwochen, AuszeichnungChartplatzierungen (Jahr, Titel, Album, Platzierungen, Wochen, Auszeichnungen, Anmerkungen) | Höchstplatzierung, Gesamtwochen, AuszeichnungChartplatzierungen (Jahr, Titel, Album, Platzierungen, Wochen, Auszeichnungen, Anmerkungen) | Höchstplatzierung, Gesamtwochen, AuszeichnungChartplatzierungen (Jahr, Titel, Album, Platzierungen, Wochen, Auszeichnungen, Anmerkungen) | Höchstplatzierung, Gesamtwochen, AuszeichnungChartplatzierungen (Jahr, Titel, Album, Platzierungen, Wochen, Auszeichnungen, Anmerkungen) | Anmerkungen     |
| Jahr | Titel Album             | DE | AT | CH | UK | FR | Anmerkungen     |
| ---- | ----------------------- | --- | --- | --- | --- | --- | --------------- |
| 1960 | Je m’voyais déjà –      | — | — | — | — | FR114 (1 Wo.)FR |                 |
| 1962 | Du läßt dich geh’n –    | DE14 (20 Wo.)DE | — | — | — | — |                 |
| 1963 | For Me... Formidable –  | — | — | — | — | FR119 (2 Wo.)FR |                 |
| 1964 | Hier encore –           | — | — | — | — | FR48 (11 Wo.)FR |                 |
| 1965 | La Bohème –             | — | — | — | — | FR35 (7 Wo.)FR |                 |
| 1967 | Emmenez-moi –           | — | — | — | — | FR30 (11 Wo.)FR |                 |
| 1972 | Comme "ils disent" –    | — | — | — | — | FR124 (1 Wo.)FR |                 |
| 1973 | The Old Fashioned Way – | — | — | — | UK38 (15 Wo.)UK | — |                 |
| 1974 | She –                   | DE33 (6 Wo.)DE | AT19 (4 Wo.)AT | — | UK1 Silber · (14 Wo.)UK | FR46 (13 Wo.)FR |                 |
| 1976 | Mes emmerdes –          | — | — | — | — | FR127 (1 Wo.)FR |                 |
| 1991 | La belle et la bête –   | — | — | — | — | FR50 (2 Wo.)FR | mit Liane Foly  |
| 2008 | La Bohème –             | — | — | — | — | FR171 (1 Wo.)FR | mit Josh Groban |

grau schraffiert: keine Chartdaten aus diesem Jahr verfügbar

## Statistik

### Chartauswertung
|                     | DE    | AT    | CH     | UK    | FR     |
| ------------------- | ----- | ----- | ------ | ----- | ------ |
| Nummer-eins-Alben   | DE—DE | AT—AT | CH—CH  | UK—UK | FR—FR  |
| Top-10-Alben        | DE—DE | AT—AT | CH—CH  | UK1UK | FR8FR  |
| Alben in den Charts | DE5DE | AT2AT | CH10CH | UK4UK | FR27FR |

|                       | DE    | AT    | CH    | UK    | FR     |
| --------------------- | ----- | ----- | ----- | ----- | ------ |
| Nummer-eins-Singles   | DE—DE | AT—AT | CH—CH | UK1UK | FR—FR  |
| Top-10-Singles        | DE—DE | AT—AT | CH—CH | UK1UK | FR—FR  |
| Singles in den Charts | DE2DE | AT1AT | CH—CH | UK2UK | FR10FR |

### Auszeichnungen für Musikverkäufe
| Goldene Schallplatte - Argentinien - 2000: für das Album Grandes Éxitos - Belgien - 1996: für das Album 40 Chansons D’or - 1996: für das Album Christmas In Vienna III - 1998: für das Album 20 Chansons D’or - 2009: für das Album Duos - Frankreich - 1981: für das Album Autobiographie - 1987: für das Album Embrasse-Moi - 1989: für das Album Récital Aznavour – Palais Des Congrès 87 - 1990: für das Album Les Grandes Chansons Vol. 1 - 1995: für das Album Toi Et Moi - 2002: für das Videoalbum Palais Des Congrès - 2004: für das Videoalbum Bon Anniversaire Charles - 2007: für das Videoalbum Charles Aznavour A Erevan - 2008: für das Album Hier Encore… Best Of Studio & Live - 2008: für das Videoalbum Charles Aznavour Et Ses Amis Au Palais Garnier - 2009: für das Videoalbum Anthologie 1955–72 - 2010: für das Videoalbum Anthologie Volume 2 1973–1999 - 2014: für das Album Aznavour Sa Jeunesse - 2024: für das Album Ses plus belles chansons - Kanada - 1993: für das Album 20 Chansons D’or - 2005: für das Videoalbum Live Au Palais Des Congrès 97/98 - Niederlande - 2000: für das Album Greatest Hits - 2002: für das Album Het Beste Van Charles Aznavour - Spanien - 1991: für das Album Sus canciones | Platin-Schallplatte - Europa - 2007: für das Album 20 Chansons D’or - 2011: für das Album 40 Chansons D’or - Kanada - 1996: für das Album 40 Chansons D’or - 2006: für das Album Ses Grands Succes - 2009: für das Album Duos 2× Platin-Schallplatte - Portugal - 2011: für das Album Duos |

Anmerkung: Auszeichnungen in Ländern aus den Charttabellen bzw. Chartboxen sind in ebendiesen zu finden.
| Land/RegionAuszeichnungen für Musikverkäufe (Land/Region, Auszeichnungen, Verkäufe, Quellen) | Silber     | Gold       | Platin       | Verkäufe    | Quellen                                                        |
| -------------------------------------------------------------------------------------------- | ---------- | ---------- | ------------ | ----------- | -------------------------------------------------------------- |
| Argentinien (CAPIF)                                                                          | —          | Gold1      | —            | 30.000      | capif.org.ar (Memento vom 20. August 2011 im Internet Archive) |
| Belgien (BRMA)                                                                               | —          | 4× Gold4   | —            | 80.000      | ultratop.be                                                    |
| Europa (IFPI)                                                                                | —          | —          | 2× Platin2   | (2.000.000) | ifpi.org (Memento vom 1. Januar 2014 im Internet Archive)      |
| Frankreich (SNEP)                                                                            | —          | 29× Gold29 | 5× Platin5   | 3.332.500   | infodisc.fr snepmusique.com                                    |
| Kanada (MC)                                                                                  | —          | 2× Gold2   | 3× Platin3   | 335.000     | musiccanada.com                                                |
| Niederlande (NVPI)                                                                           | —          | 2× Gold2   | —            | 80.000      | nvpi.nl                                                        |
| Portugal (AFP)                                                                               | —          | —          | 2× Platin2   | 30.000      | Einzelnachweise                                                |
| Spanien (Promusicae)                                                                         | —          | Gold1      | —            | 50.000      | Sólo éxitos: año a año, 1959–2002                              |
| Vereinigtes Königreich (BPI)                                                                 | 3× Silber3 | Gold1      | —            | 420.000     | bpi.co.uk                                                      |
| Insgesamt                                                                                    | 3× Silber3 | 40× Gold40 | 12× Platin12 |             |                                                                |